# Élan béarnais Pau-Lacq-Orthez
Pour les articles homonymes, voir Élan (homonymie).
Cet article concerne le club de basket-ball. Pour le club de football, voir Élan béarnais Orthez (football).
Maillots
Actualités
| \| Pau \| Le club est basé à Pau. |
| Pau                               |

L’Élan béarnais Pau-Lacq-Orthez (ÉBPLO) est un club professionnel de basket-ball basé à Pau.
Le club accède à l'élite en 1973 et remporte un titre européen en 1984 avec la Coupe Korać. Le club, alors nommé Élan béarnais Orthez, se retrouve en concurrence avec le Limoges CSP qui devient son plus grand rival. Les deux clubs, souvent à la lutte pour les titres, changent radicalement le visage du basket-ball français dans les années 1980-1990. Le classico, ainsi surnommé, attire les foules et déchaîne les passions.
Pau-Orthez remporte son premier championnat de France en 1986 et domine les débats durant la fin des années 1990 et le début des années 2000. En 2008, le club fait face à une crise financière dans un premier temps, puis en 2009 c'est une crise sportive qui le fait retomber en Pro B. L'Élan béarnais retrouve rapidement la Pro A mais ne parvint pas à se stabiliser. Il est de nouveau relégué en 2012 puis remonte en Pro A en 2013.
Le palmarès de l'ÉBPLO figure parmi les plus prestigieux du basket-ball français avec neuf titres de champion de France et quatre coupes de France. Il est champion de France deux fois consécutivement à trois reprises de 1986 à 1987, de 1998 à 1999 puis de 2003 à 2004.
L'Élan béarnais dispute ses rencontres à domicile au Palais des sports de Pau depuis 1991, après avoir quitté la Moutète, salle n'offrant que peu de possibilités d'extension.
En 2021, la communauté d'agglomération de Pau vend ses parts à Counterpointe Sports Group, un groupe américain qui devient l'actionnaire majoritaire. Après une crise de gouvernance en juillet 2022, ce dernier vend ses parts à de nouveaux actionnaires français et le club, menacé de relégation, reste finalement en première division. Le club est toutefois relégué en Pro B après la saison 2022-2023.

## Historique

### Origines et débuts professionnels (1931-1975)

#### Du patronage à l'association sportive
Issu d'un club omnisports créé en 1908, l'Élan béarnais fondé en 1931 évolue alors dans la ville d'Orthez. Le club de basket-ball n'est alors qu'une section du patronage omnisports créé en 1908. Comme c'est le cas pour son grand rival, le CSP Limoges, il ne s'agit pas d'un club au sens moderne, mais d'un patronage, créé par des ecclésiastiques dont l'abbé Jules Seillant pour permettre aux jeunes de la ville d'Orthez de faire du sport. Les laïcs de leur côté rejoignent l'Union Sportive Orthez.
En 1932, l'Élan béarnais rejoint la Fédération française de basket-ball et joue dans le championnat départemental Béarn-Bigorre. L'équipe est composé de Xavier Séris, Robert Darros, Esmieu, Joseph Laboudigue, Grand, Georges Lahon, Maurice Moulia. Dans les années 1960, l'Élan béarnais passe peu a peu d'un patronage à une association sportive avec le départ du clergé qui veut mettre fin aux divisions entre l'Élan et le camp laïque.

#### L'ascension de L'Élan béarnais Basket
En 1960, dirigé par René Laîné la section basket-ball de l'Élan béarnais s'engage dans le championnat de Promotion Départementale où ils retrouvent l'Union Sportive Orthez (USO). Le derby entre les deux équipes d'Orthez attire les foules. L'Élan béarnais gravit un à un tous les échelons départementaux et régionaux. Après la monté en Honneur Départementale en 1961 et en Excellence Départementale en 1962, l'équipe est promu en Honneur d'Aquitaine en 1963. L'équipe est construite autour de René Laîné, André Clays, René et Roger Page, Henri Manoux, Robert Laplace et Charles Labourdette. En 1964, l'Élan béarnais gagne son premier trophée de taille avec le titre en Honneur d'Aquitaine.
En 1965, les Orthéziens accèdent en Fédérale Aquitaine où ils échouent à gravir un nouvel échelon durant les saisons 1966-1967, 1967-1968 et 1968-1969
En 1967, Pierre Seillant, fils de Jules Seillant qui est l'un des premiers licenciés du club en 1908, prend la tête de l'Élan béarnais et va marquer l'histoire du club.
L'Élan béarnais parvient à atteindre la Nationale 2 lors de la saison 1969-1970 après s'être renforcé avec les arrivées de Bernard Lamarque, Laussu d'Arsague et Louis Bel de Fumel. Le club remporte également la Coupe des Patronages après sa victoire contre Auxerre en finale. L'engouement pour le club grandit, les matchs accueillent de 1000 à 1500 spectateurs dans la Halle du marché couvert de la Moutète marché couvert le jour, salle de basket-ball le soir.

#### La quête de la Nationale 1
Après avoir atteint la Nationale 2 en 1970, le club doit se renforcer et se structurer pour se maintenir. Le club orthézien signe Alain Larrouquis jeune joueur de l'USO, Claude Carrasse et l'entraîneur Jean Luent que Pierre Seillant recrute après la disparition de son précédant club le CA Béglais,.
L'Élan parvient facilement à se maintenir lors de la saison 1970-1971, terminant la saison à la quatrième place derrière le RCM Toulouse, Challans et Cholet.
Afin de réaliser son rêve d'accéder à la première division le club engage Roger Duquesnoy pivot de 2,14 m transfuge de l'US Cognac Rugby, Mathieu Bisséni centrafricain très courtisé par les clubs français et Jean-Noël Perpère. L'Élan béarnais finit second de la saison 1971-1972 derrière la Jeanne d'Arc de Vichy.
En 1972, le club orthézien recrute son premier joueur américain : Steve Schmitt. L'Élan termine premier de sa phase de poule et accède à la Nationale 1 grâce à sa victoire 105-89 contre Clermont Ferrand le 24 mars 1973 à la Moutète devant 3 500 spectateurs,.
La saison 1973-1974 commence par cinq défaites consécutives, l'Élan gagne son premier match en première division à la Moutète face à Nancy (114-91). Le club termine 13e sur 16 et redescend en Nationale 2.
Les Orthéziens dominent la saison 1974-1975 de Nationale 2 et terminent premier de la phase régulière. L'Élan béarnais bat Graffenstaden (96-84) en demi finale et remporte son premier titre de Champion de France après sa victoire 100 à 74 face à Jœuf.

### L'installation dans l'élite et un trophée européen (1975-1984)

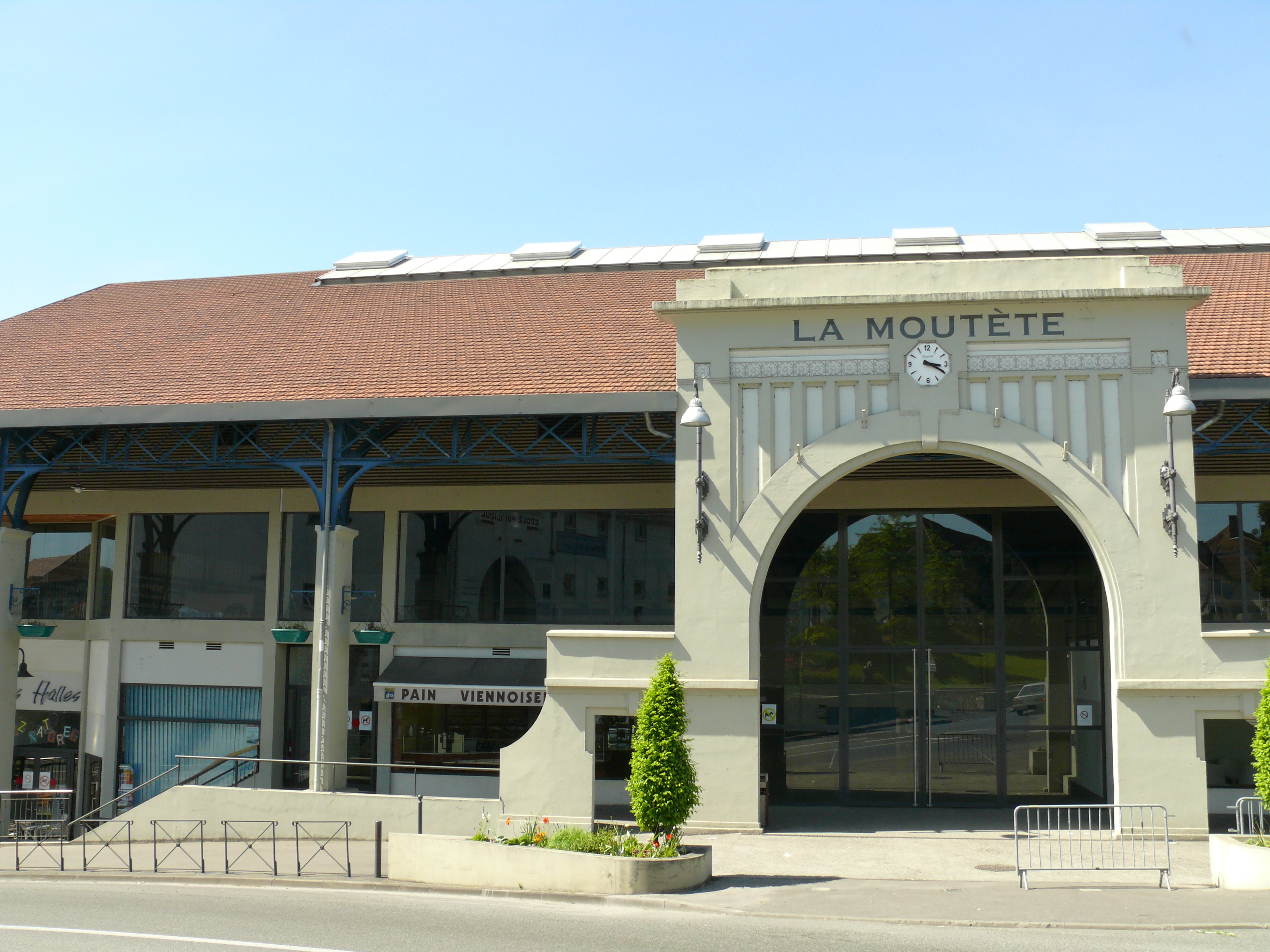
Le marché de la Moutète où évolue l'Élan béarnais jusqu'en 1991.

#### L'apprentissage de l'élite
En 1976, le club parvient cette fois-ci à se maintenir dans l'élite en terminant à la 8e place avec le renfort des américains Abu Bakr, Willie Terrel et du Martiniquais Léon Eugène. Les Orthéziens se stabilisent en Nationale 1 avec déjà de bons résultats et peuvent envisager de se mêler à la lutte pour une place en Coupe d'Europe. L'équipe dispose d'individualité talentueuse avec Jean-Noël Perpère et les internationaux Mathieu Bisséni, Alain Larrouquis et Roger Duquesnoy.
L'Élan béarnais obtient une qualification européenne pour la Coupe d'Europe Korać, en terminant 5e de la saison 1976-1977 grâce à une victoire contre Bagnolet (110-100) lors du dernier match de la saison. Pendant trente années consécutives, le club est toujours européen, un record en France et en Europe.

#### Une équipe européenne
Chaque année le club veut désormais assurer une place en Coupe Korać en se classant parmi les 6 premiers. L'Élan joue son premier match européen le 15 novembre 1977 face à la Joventut Badalona et sa star Zoran Slavnić capitaine et champion d'Europe avec la Yougoslavie (défaite 76-72). La saison 1977-1978 est également marqué par la disparition tragique de l'américain Dave Russell en décembre 1977, qui ébranle les Orthéziens où il était très apprécié. L'Élan béarnais décroche une sixième place qualificative pour la Coupe Korać après une saison très irrégulière.
La saison 1978-1979 est marquée par le départ volontaire de Jean Luent annoncé en mars 1979 invoquant une « extrême lassitude et la saturation de basket après neuf années de bons et loyaux services ». Le club termine sixième et fait ses adieux à l'entraîneur qui transforme une équipe de Nationale 2 en l'un des tous meilleurs club français. En Europe, l'Élan se qualifie pour les poules de quart de finale après s'être défait du Panathinaïkos d'Athènes, les Orthéziens gagnent 102-73 à la Moutète et perdent de 21 points le match retour à Athènes mais se qualifient grâce au goal average. L'Élan est ensuite éliminé malgré une victoire contre Bratislava,.
Pierre Seillant engage en remplacement de Jean Luent le californien George Fisher alors entraineur-joueur à Jœuf avec pour mission de gagner un titre. Fisher fait venir à Orthez une de ses connaissances, Paul Henderson californien tout comme lui. Paul Henderson signe pour 2 saisons et vient prendre la suite de Bill Lindsey. La saison 1979-1980 se termine en sixième place pour les orthéziens. En Europe, le club rencontre Wolfenbuttel, Cotonificio Badalona et le Cibona Zagreb. Orthez échoue à se qualifier pour les demi-finales après ses deux défaites face au Cibona Zagreb 84-79 à l'aller et 84-88 au match retour et termine second de la phase de poules des quarts de finale,.
En 1980-1981 l'Élan finit à la troisième place et participe alors à la phase finale entre les quatre premières équipes (initiée en 1979). Avec une victoire et quatre défaites le club termine dernier de la poule face à des équipes plus expérimentées (Villeurbanne, Le Mans et l'ASPO Tours). En Coupe Korać, les Orthéziens confirment et terminent une nouvelle fois deuxième de leur poule derrière le Dynamo Moscou qui s'impose grâce au goal-average pour 3 points sur l'ensemble de leurs deux matchs, victoire d'Orthez 111-109 à la Moutète et victoire du Dynamo 117-112 au match retour,.
Scénario similaire en 1981-1982 et 1982-1983 pour l'Élan béarnais qui termine troisième de la saison régulière en 1982 et échoue de peu contre le champion Le Mans et le Limoges CSP. En 1983, le club termine également troisième après avoir été leader du classement jusqu'en janvier. En Europe, le club termine encore à la seconde place derrière le KK Zadar en quart de finale en 1982. En 1982-1983 Orthez joue sa place en demi-finale face au KK Šibenka emmené par Dražen Petrović. L'Élan perd à Šibenik de 16 points (111-95) et se condamne à devoir réaliser un exploit à la Moutète. Malgré une victoire de prestige 79-74 à Orthez, l'Élan est éliminé,.
L'Élan béarnais acquiert une réputation d'invincibilité dans son antre de la Moutète en ne perdant aucun de ses matchs de Coupe Korać entre 1981 et 1985.

#### Nouvelle génération et consécration européenne
Ce début des années 1980 représente un changement générationnel au sein de l'effectif de l'Élan béarnais, Roger Duquesnoy prend sa retraite sportive en 1981, suivi de Jean-Noël Perpère en 1982. En 1983 c'est une légende qui s'en va, Alain Larrouquis l'enfant terrible de la Moutète quitte sa ville natale pour Villeurbane. L'équipe phare du Sud-Ouest attire une nouvelle génération de joueurs venus de la région. Freddy Hufnagel arrive au club en 1979, Christian Ortega en 1982, les frères Laperche (Pascal Laperche en 1984 et Philippe Laperche en 1982) et les frères Gadou (Thierry Gadou en 1988 et Didier Gadou en 1982).

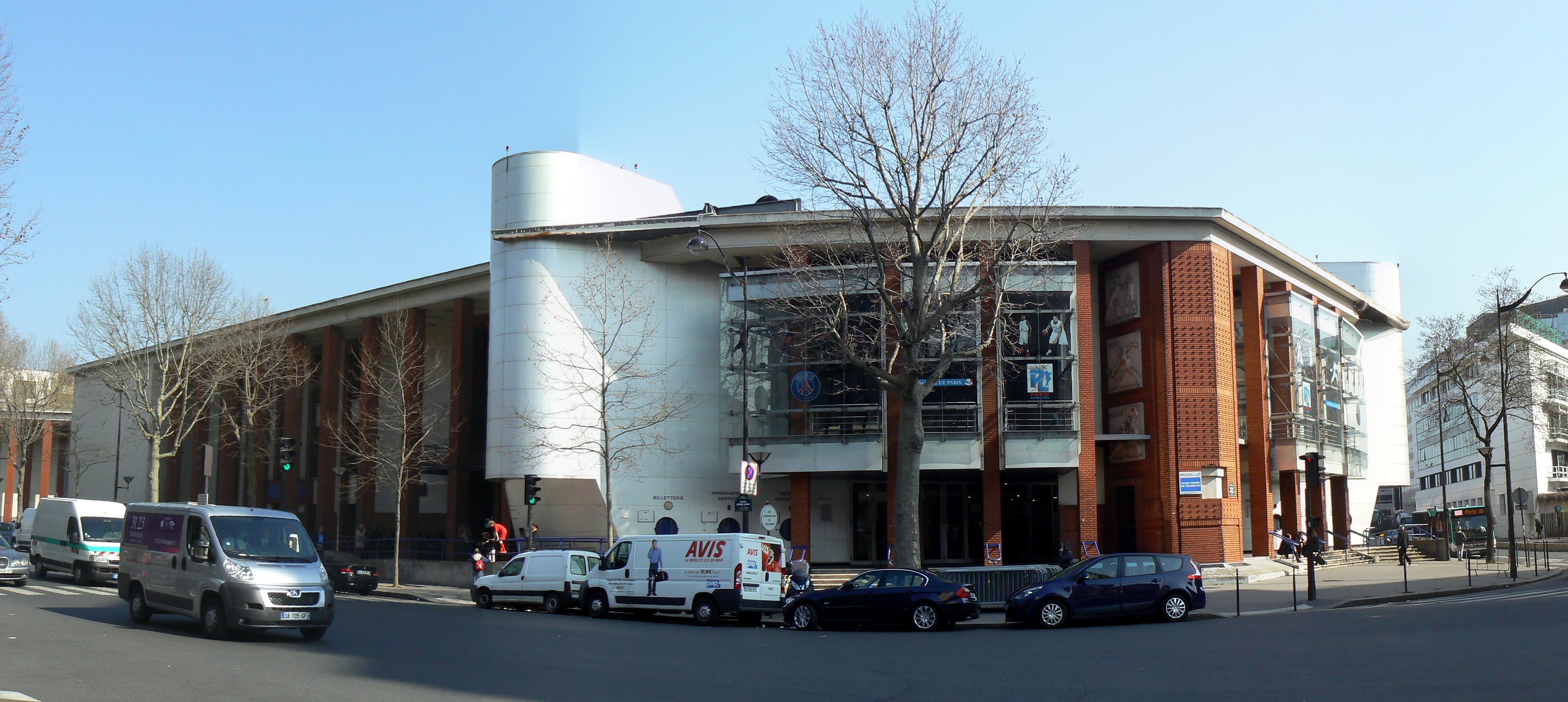
Le Stade Pierre-de-Coubertin, lieu de la finale de la Coupe Korać en 1984.

C'est lors de la saison 1983-1984 que le club remporte son premier titre. Orthez se qualifie pour les quarts de finale de la Coupe Korać après s'être défait de l'AEK Athènes 81-61 à la Moutète et 83-77 à Athènes. En quarts le club remporte son déplacement à Varèse 77 à 75 et récidive à la Moutète 92-82 face aux Italiens. L'Élan est proche de l'élimination en quart de finale lorsque le club de KK Zadar mène de douze points à quatre secondes du terme avec trois lancers-francs à suivre pour Petar Popović, alors que les Béarnais l'avaient emporté de treize points à l'aller (90-77),. Mais aucun des deux lancers nécessaire n'est marqué et Orthez se qualifie pour affronter un autre club français en demi-finale, Antibes. La confrontation est remportée par Orthez, 75 à 68 et 69 à 71. La finale se joue à Paris dans la salle Pierre-de-Coubertin car les Italiens déçus qu'aucun de leur club ne soit en finale cèdent leurs droits à la FFBB et l'Étoile rouge de Belgrade pense que la colonie yougoslave de Paris sera plus importante qu'un petit village de 11 000 habitants. Mais pour la finale du 15 mars 1984, ce sont plus de 4 000 Béarnais qui rallient la capitale et le public de Coubertin est entièrement voué à l'Élan. Maîtres sur le terrain et dans les tribunes, les Béarnais l'emportent face à l'Étoile rouge de Belgrade de Ranko Žeravica dans une large victoire 97 à 73. Jamais une ville de 11 000 habitants n'a réussi à gagner un titre européen tous sports collectifs confondus. Orthez devient le second club français, à obtenir un titre européen.

### La rivalité avec le CSP (1984-1995)
Une rivalité sans précédent entre l'Élan béarnais et le Limoges CSP va devenir le Clasico et va animer la Pro A durant deux décennies, les deux clubs se disputant souvent le titre.

#### Premiers titres nationaux
Après avoir terminés cinquièmes la saison précédente, les Béarnais terminent également cinquièmes lors de la saison 1984-1985. En Coupe Korać le champion en titre se défend bien en remportant 7 de ses 8 matchs mais subit une lourde défaite à Varèse 99-75. Cette défaite de 24 points empêche le club de se qualifier en demi-finale.
En 1985-1986, le club fait venir Harvey Knuckles (en) en remplacement de John McCullough et cherche toujours à décrocher son premier titre national. L'équipe, très irrégulière, semble en perte de vitesse. Pour remédier à cela, le club remplace Knuckles par Howard Carter, ses qualités de tireur, sa grande régularité, en font rapidement un joueur cadre de l'équipe et lui permettent d'être le troisième marqueur de l'histoire de l'Élan béarnais. Grâce à Carter, l'Élan finit second et se qualifie pour les play-off entre les 8 premiers. Le premier match est perdu par les Béarnais à Limoges, mais après le match, dans les couloirs Mike Davis et Benkali Kaba se battent. Paul Henderson tente de s'interposer mais prend une chaise lancée par Kaba et se fracture le nez. Même s'il s'agit d'un contentieux entre deux joueurs, à compter de ce jour, l'exacerbation des sentiments entre Béarnais et Limousins continue. Sur les 13 matchs restant, Orthez en remporte 11 et n'en perd que 2 contre Villeurbanne et Antibes. L'Élan béarnais est sacré Champion de France après sa victoire contre Monaco 84-72 le 10 mai 1986 à la Moutète devant son public. Avec ce premier titre de Champion de France le club se qualifie pour la Coupe des Clubs Champions. En Coupe Korać, le club subit sa première défaite à la Moutète depuis 1981 face au Partizan Belgrade et termine second des quarts de finale.
Pour sa première saison en Coupe des clubs champions, le club béarnais réalise de nombreux exploits, dont une première victoire à la Moutète contre le Tracer Milan et sa pléiade de stars (Mc Adoo, Barlow, Meneghin, Premier) 75 à 73. Le club se rend ensuite chez le grand Real Madrid et s'impose 95 à 87 grâce aux prouesses de Freddy Hufnagel qui marque 31 points avec 9 paniers à trois points et de la défense de son pivot Tom Scheffler. L'Élan réussi à s'imposer face à Tel-Aviv et face au Kaunas de Arvydas Sabonis à la Moutète. Orthez termine à la troisième place de la poule de six, à seulement un point des deux finalistes, le Maccabi Tel-Aviv et Milan.
Plus tard dans la saison, les Béarnais éliminent Caen en huitièmes de finale puis après avoir perdu le premier match des quarts de finale contre Lorient 78-77, Orthez s'impose à la Moutète 103-72. En demi-finale, l'Élan s'impose 106-91 à Villeurbanne. Au match retour, Éric Beugnot rate son lancer franc à une seconde de la fin du match qui aurait fait gagner Villeurbanne, les équipes se retrouvent à égalité sur l'ensemble des 2 matchs. La prolongation est remportée par Orthez et les Béarnais reviennent en finale où ils retrouvent le CSP Limoges. Après avoir chacun remporté son match à domicile, le titre se joue à la Moutète. L'Élan béarnais conserve son titre de champion de France en battant le CSP Limoges 82 à 81 grâce à deux lancers-francs de Freddy Hufnagel à quatre secondes de la fin,. Cette finale est d'ailleurs l'objet de multiples tensions dont une bagarre qui éclate à la suite d'une lutte au rebond, Paul Henderson et Clarence Kea en viennent aux mains. Un coude au niveau du visage se transforme vite en échauffourée, puis en bagarre générale. Mike Davis et Kaba, qui avaient un contentieux personnel de l'année précédente, en profitent pour régler leurs comptes.

#### La fin d'une époque
La saison 1987-1988 est un dur retour à la réalité pour Orthez après son double titre de Champions de France. Les Béarnais obtiennent une 5e place de saison régulière et sont éliminés en demi-finale par le CSP qui récupère sa couronne. L'équipe est tout de même qualifiée pour la Coupe Korać qui est vitale pour les finances du club.
Les deux équipes se retrouvent en finale lors de la seconde année de la Ligue Nationale de Basket-ball en 1988-1989. De nouveau, ce sont les Limougeauds qui remportent le titre grâce à deux victoires 108 à 97 à Limoges puis 102 à 96 en Béarn.
L'année 1989 marque la fin d'une époque avec le départ de George Fisher qui hisse l'Élan béarnais au firmament du basket-ball européen.

#### Pau-Orthez

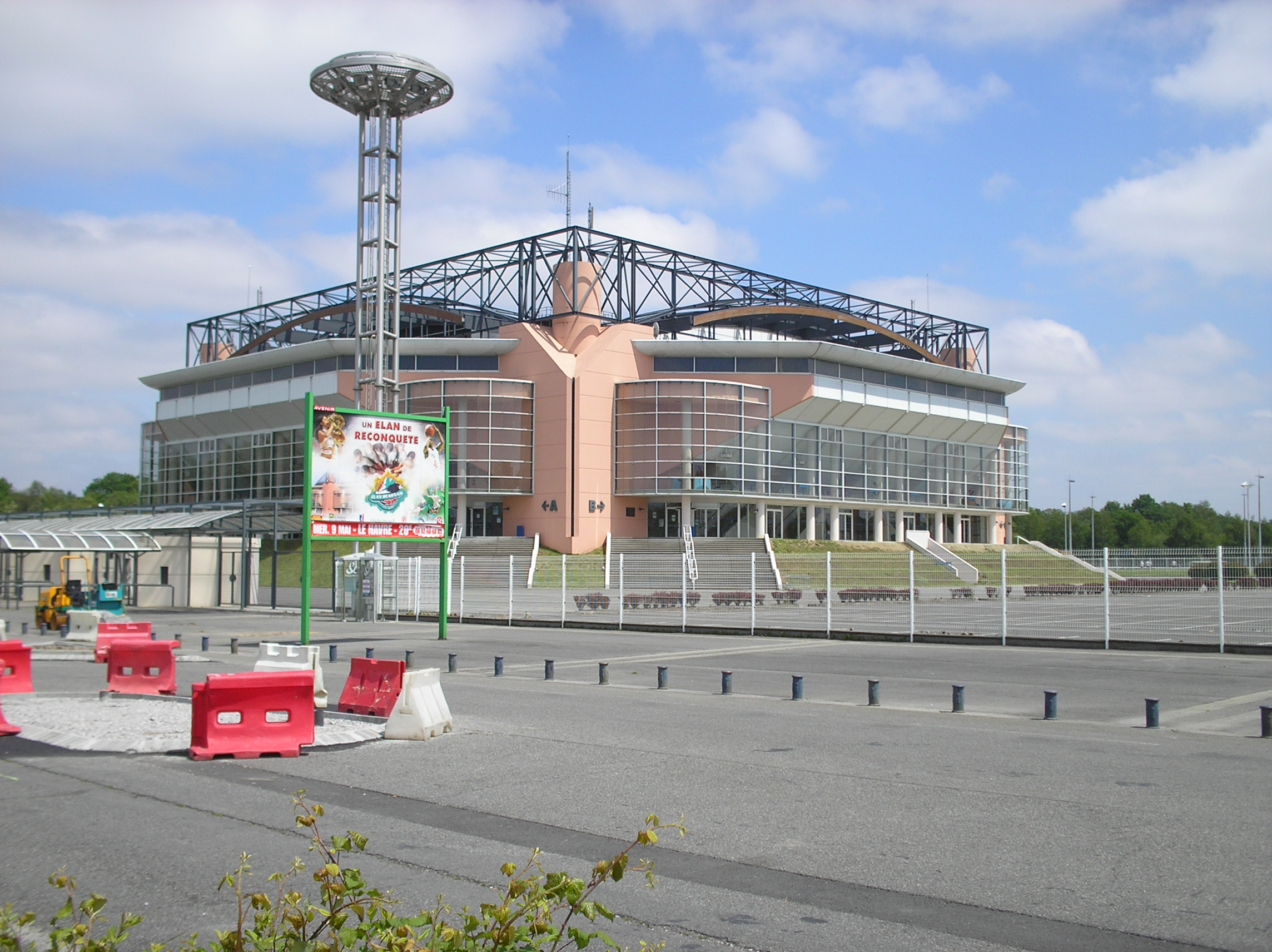
Le Palais des sports de Pau où évolue l'Élan béarnais depuis 1991.

Avec le passage au professionnalisme, les joueurs de la salle de la Moutète ont dû s'adapter. Le club devient en 1989 l'Élan béarnais Pau-Orthez et joue donc désormais dans la ville de Pau, après l'inauguration du Palais des Sports de Pau en 1991.
Ce rapprochement avec la préfecture du département est avant tout la volonté de deux hommes, Pierre Seillant et André Labarrère. Pierre Seillant, alors président de la section basket-ball, est un élu municipal à Orthez, André Labarrère est maire de Pau, les deux hommes sont dans le camp politique opposé mais veulent conserver le club en Béarn. Pierre Seillant décide du « déménagement » pour Pau, plutôt que pour Bordeaux (qui fut un temps envisagé). Quant à André Labarrère, il décide de la construction du Palais des sports de Pau. Bientôt doté d'une salle entièrement moderne d'une capacité de 7 707 places assises, l'élan béarnais va entrer dans une nouvelle dimension.
Les saisons 1989-1990 et 1990-1991 sont deux années sans titre pour les Béarnais qui ne parviennent pas à revenir en finale du championnat et ne passent pas le 1er tour de la coupe Korać. Le club remporte tout de même le Tournoi des As face à Limoges en 1991.

#### D'Orthez à Pau

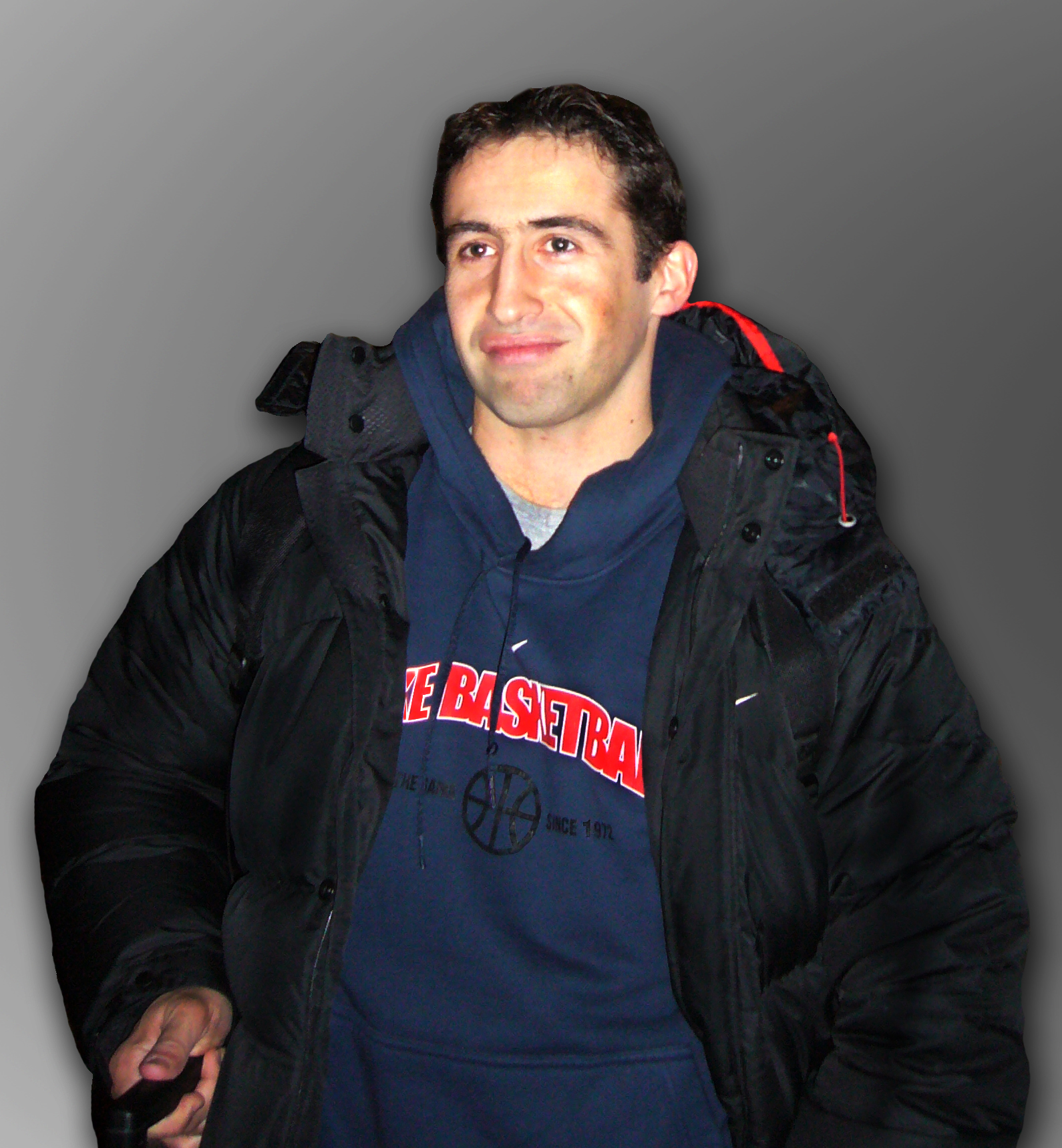
Freddy Fauthoux, alias « Le Petitou » joue au club entre 1990 et 2007.

Après avoir recruté Valéry Demory, Frédéric Domon et Mike Jones pour la saison 1991-1992, Limoges et Pau se retrouvent dans deux finales. D'abord pour le Tournoi des As que l'élan béarnais remporte à nouveau (83-75). Ensuite en championnat où la première rencontre voit les Béarnais l'emporter 76 à 74 à Limoges grâce à un contre de Didier Gadou sur Richard Dacoury. Lors de la rencontre retour, le CSP est battu sur le score de 63 à 50. Pau redevient champion de France.
La saison suivante, Pau, qui accueille un Roumain de 2,31 m Gheorghe Mureșan, remporte son troisième tournoi des As consécutif face au Cholet Basket. Les Béarnais reviennent en finale du championnat de France et sont opposés au nouveau club champion d'Europe, le CSP Limoges, vaincue seulement une fois (par l'élan béarnais) cette saison régulière et qui remporte cette finale en quatre manches, trois victoires à une. En Europe, Les Palois, qui participent également à la Ligue des champions, échouent en quart de finale face au club grec du PAOK Salonique en deux manches, défaites 86 à 103 à Pau et 65 à 81 à Salonique.
Pau est de nouveau battu par les Limougeauds en demi-finale du championnat de France 1994 rebaptisé Pro A et ne remporte aucun titre.
Les Béarnais prennent leur revanche sur le CSP en demi-finale de Pro A lors de la saison 1995 mais perdent en finale face à Antibes.

### La domination nationale (1995-2004)

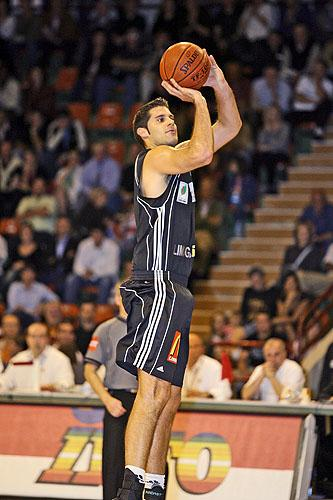
Fabien Dubos, champion de France en 1996, 1998, 2001, 2003 et 2004 avec Pau-Orthez.

#### La French Team
Pau-Orthez enregistre les arrivées d'Antoine Rigaudeau puis le retour de Gheorghe Mureșan et de Freddy Hufnagel qui vient terminer sa carrière. L'équipe fortement renouvelée va prendre les commandes du championnat dès la saison 1995-1996 avec la « French Team » pour remporter son quatrième titre de champion de France.
La « French Team » appelée ainsi car composée le plus souvent de joueurs uniquement français dont Laurent Foirest, Frédéric Fauthoux, Fabien Dubos et les frères Thierry et Didier Gadou, dirigée sur le banc par Michel Gomez et sur le parquet par « le roi » Rigaudeau échoue en quart de finale de l'Euroligue face au CSKA Moscou. Puis, malgré les blessures qui s'accumulent sur ses renforts américains, Pau remporte la finale, la première à atteindre la cinquième et dernière rencontre, l'opposant à la « Green Team », l'ASVEL de Gregor Beugnot et Delaney Rudd. Après deux victoires de Pau, l'ASVEL égalise pour retourner à Pau. La dernière manche est remportée par les locaux sur le score de 78 à 72.
La saison suivante, les Palois terminent 1er de la saison régulière mais sont éliminés sur leur parquet en match d'appui de la demi-finale par le Paris Basket Racing qui vient de recruter l'ancienne gloire du CSP, Richard Dacoury et qui réalise l'exploit en finale.

#### Le Doublé sous Claude Bergeaud
En 1998, c'est un entraîneur débutant, Claude Bergeaud, accompagné de quelques recrues (comme Moustapha Sonko, Ronnie Smith et surtout l'arrière exceptionnel Marcus Brown) qui conduit Pau-Orthez à son cinquième titre. L'adversaire en finale est le CSP Limoges, dirigé par Jacques Monclar, limogé de Pau six mois auparavant. La rencontre aller, à Pau, est remportée 84 à 62 par les Béarnais qui remportent également la rencontre retour sur le score de 73 à 67. Bergeaud égale Alain Gilles, seul autre entraîneur à remporter le titre lors de sa première saison.
En 1999, Pau domine la saison régulière avec un bilan de 27 victoires pour seulement 3 défaites et atteint les quarts de finale de l'Euroligue face au Kinder Bologne (défaite en trois manches). Les Palois empêchent l'ASVEL et Delaney Rudd de devenir champion de France lors de leur troisième et ultime finale en quatre ans. Les deux clubs ont terminé leur saison européenne en quart de finale, Pau battu lors de la manche décisive par le Kinder Bologne. Pau remporte la première manche de la finale du championnat sur le score de 73 à 67 avant d'aller confirmer sa victoire en l'emportant  à l'Astroballe sur le score de 74 à 64.
En 2000, l'Élan procède à un recrutement de joueurs d'expérience comme Dante Calabria, l'ancien NBA Khalid Reeves et l'international Stéphane Risacher. Le club se classe 3e de Pro A mais est éliminé dès le 1er tour de l'Euroligue. En demi-finale de Pro A, après avoir battu difficilement le Paris Racing Basket, Pau-Orthez est éliminé par le CSP qui, avec un recrutement haut de gamme dont l'ancien palois Marcus Brown, réalise un triplé historique (Champion de France, Coupe Korać et Coupe de France) mais qui fait face aussi à des affaires judiciaires qui l'amène à être rétrogradé en Pro B.

#### Duel face à l'Asvel et Projet Jeunes
Ainsi une nouvelle rivalité va apparaître durant 3 saisons entre l'Élan béarnais Pau-Orthez et l'ASVEL où les deux clubs vont se disputer les titres nationaux durant trois années.
Pierre Seillant, le président de l'Élan béarnais, clame, à l'été 2000, qu'il n'a plus les moyens financiers d'entretenir son club. Il propose une solution de transition, basée sur le recrutement de jeunes joueurs mais pas n'importe lesquels cependant car ce seront des internationaux espoirs, auxquels se grefferont des joueurs d'expérience.

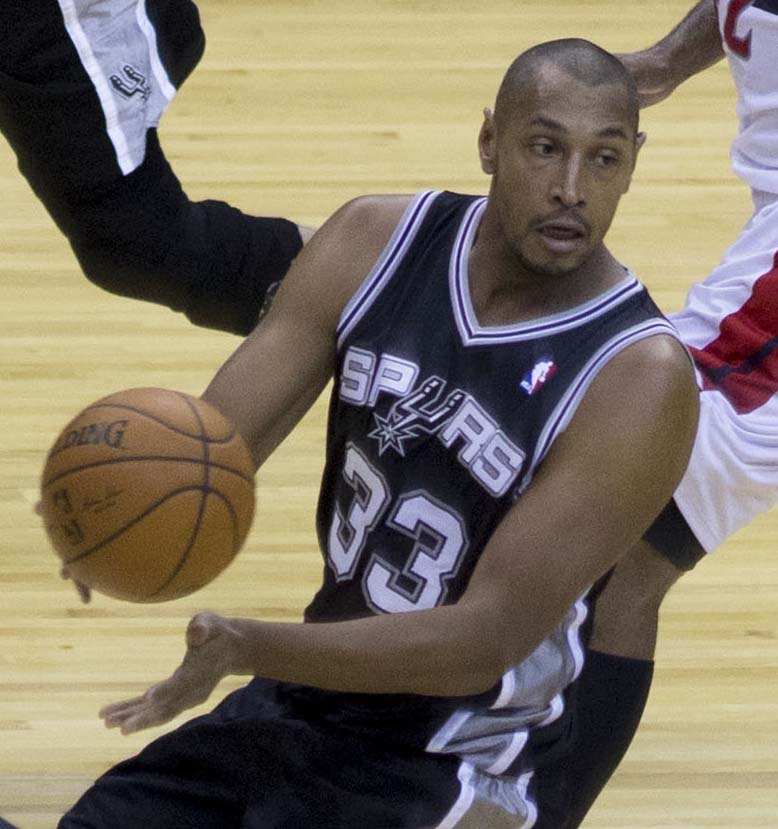
Boris Diaw, champion de France en 2001 et 2003 avec Pau-Orthez.

 Lors de la saison 2000-2001, le « Projet Jeunes » est mis en place avec les deux futurs joueurs NBA Boris Diaw, première saison dans l'élite, et Mickaël Piétrus, accompagnés de Florent Piétrus. Gheorghe Mureșan revient au club terminer sa carrière et la star espagnole, Roger Esteller, vient pour apporter son expérience. Pau se classe 2e de Pro A derrière l'ASVEL, les deux équipes se retrouvent en finale de la coupe de France et du championnat. L'ASVEL l'emporte facilement en coupe mais Pau-Orthez se remobilise et remporte le titre de Pro A, le septième du club.

L'ASVEL prend sa revanche en finale du championnat 2001-2002, l'emportant en deux manches. Les Béarnais, qui ont renforcé leur effectif avec Rod Sellers, sauvent l'honneur et battent à leur tour les villeurbannais en finale de la Coupe de France, la première de leur histoire.

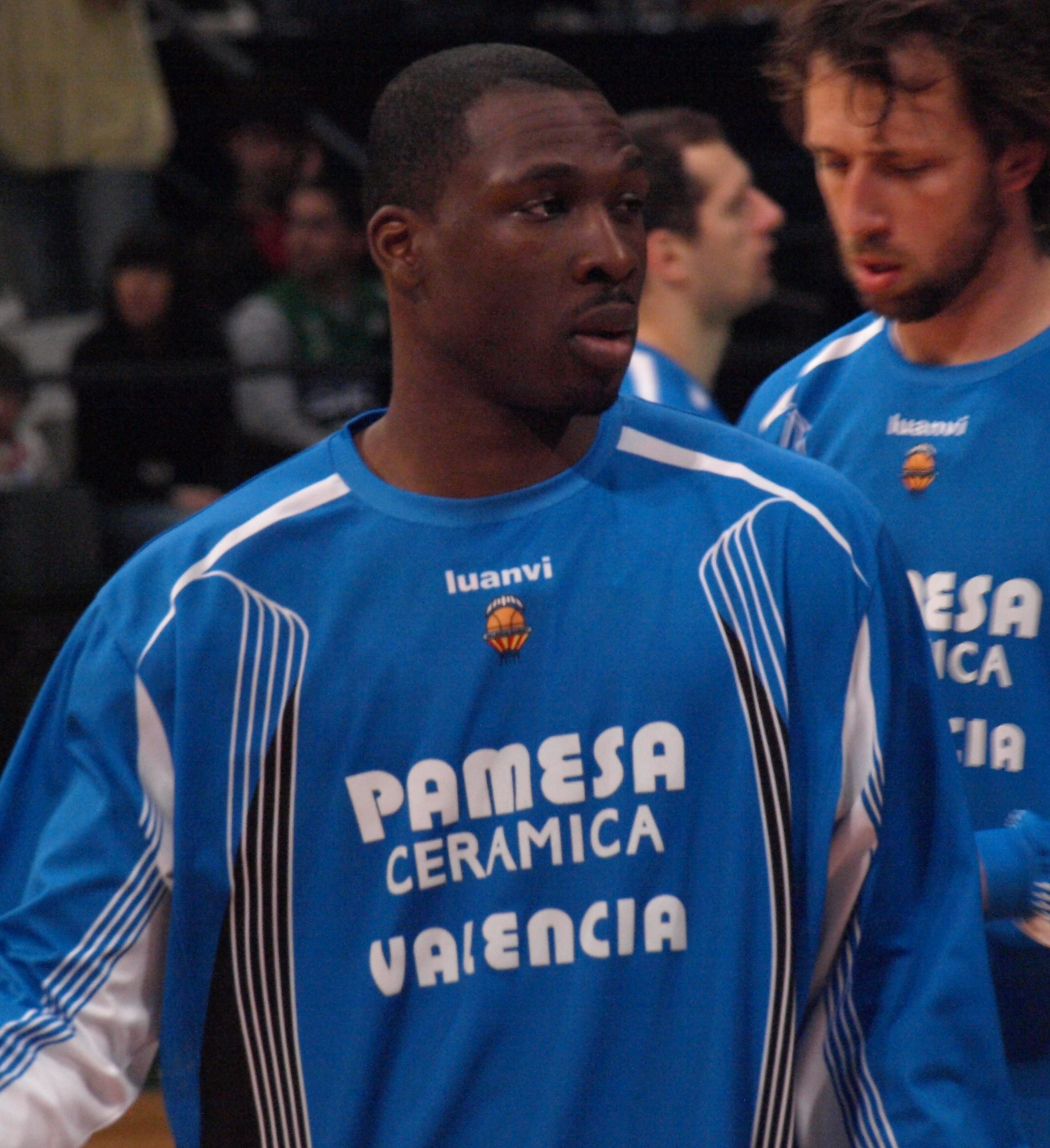
Florent Piétrus, champion de France en 2001, 2003 et 2004 avec Pau-Orthez.

Lors de la saison 2002-2003, le président historique Pierre Seillant, qui occupe le poste depuis 1967, laisse sa place de président en janvier 2003 pour devenir directeur exécutif. Avec le recrutement de Cyril Julian, les débuts de Dragan Lukovski et l'arrivée sur le banc de Frédéric Sarre (assistant de Michel Gomez entre 1991 et 1996), le club remporte sa seconde coupe de France successive, puis remporte la Semaine des As. L'Élan béarnais se qualifie pour la finale du championnat 2002-2003 qui l'oppose pour la troisième saison consécutive à l'ASVEL. Après une victoire de Pau 95 à 73 au palais des sports, l'ASVEL inflige une sévère défaite aux Béarnais en gagnant 102 à 78. La rencontre décisive se déroule de nouveau à Pau où l'Élan l'emporte 74 à 66 réalisant le grand chelem national. C'est également le dernier match de Mickaël Piétrus et Boris Diaw, draftés deux jours plus tôt. Malgré une qualification pour le Top 16 de l'Euroligue, l'entraîneur Frédéric Sarre est remercié laissant place à une des grandes figures du club Didier Gadou. Pau revient en finale de la coupe de France mais cède au Mans.
Le club parvient une nouvelle fois en finale du championnat 2004, opposé aux nordistes de Gravelines. Ceux-ci perdent à domicile 81 à 77 avant d'échouer à nouveau à Pau 89 à 58. Pau-Orthez s'offre une neuvième couronne nationale. Didier Gadou, comme Claude Bergeaud et Alain Gilles vient de remporter son premier titre lors de sa première saison en tant qu'entraîneur.

### La fin d'une époque et la relégation en Pro B (2004-2009)
Si son rival historique, le Limoges CSP, connaît une période de grande désillusion, l'Élan béarnais rencontre également ses premiers soucis. N'ayant pu conserver des joueurs clés comme Dragan Lukovski et Florent Piétrus, le club double champion en titre réalise une saison 2004-2005 compliquée et termine à la 6e place de Pro A. La suite est d'autant plus décevante avec une élimination surprise dès les 1/4 de finale face Strasbourg.
Un an après, Pau-Orthez relève la tête avec une 1re place en saison régulière mais échoue en demi-finale face au futur champion Le Mans Sarthe Basket en 2006.
Lors de la saison 2006-2007, l'Élan béarnais, avec Gordon Herbert comme entraîneur, réussit une très belle saison sur la scène européenne sanctionnée par une qualification pour le Top 16 de l'Euroligue. L'Élan béarnais reste par ailleurs la dernière équipe française à avoir atteint ce stade de la compétition. Cependant, malgré un effectif de qualité (Ricardo Greer, Michael Wright, Aaron Miles…), les résultats ne suivent pas en Pro A : le club finit 9e de la saison régulière et ne se qualifie pas pour les play-offs pour la première depuis l'instauration du système en 1986-1987. Les joueurs atténueront un peu cette déception en remportant la Coupe de France. Après 18 ans passés au club, Frédéric Fauthoux met un terme à sa carrière, l'Élan béarnais tourne une page de son histoire.
La saison 2007-2008 est aussi compliquée. Le club se classe à nouveau à la 9e place de Pro A malgré les bonnes performances d'Antonio Graves (20pts en moyenne par match). Le 6 mai 2008, Pierre Seillant voit son club triompher 89 à 69 face à Gravelines au Palais des sports pour sa dernière rencontre à la tête de l'Élan.
Quelques semaines plus tard, le club traverse une crise financière sérieuse, un déficit de 400 000 euros étant révélé. Très critique à l'égard de la gestion de Pierre Seillant, Martine Lignières-Cassou, maire de Pau, affirme en juin 2008  qu'il est « question de vie ou de mort du club ».
La crise est finalement résolue grâce à l'entrée de nouveaux actionnaires au capital du club, en premier lieu la Communauté de communes de Lacq. Boris Diaw et Mickaël Piétrus font également partie du tour de table. Le club devient alors l'Élan béarnais Pau-Lacq-Orthez. Claude Bergeaud, ancien entraîneur de l'équipe, en est le nouveau directeur exécutif et Didier Gadou prend le poste de président.
Mais cette nouvelle direction ne peut empêcher la saison 2008-2009 qui conduit à la relégation en Pro B en mai 2009, après 33 ans en première division. Le club, qui compte dans ses rangs le meilleur espoir de la Pro A Thomas Heurtel, termine à la dernière place du championnat avec un bilan de 7 victoires et 23 défaites.

### Le retour, en deux temps, en Pro A (2009-2014)

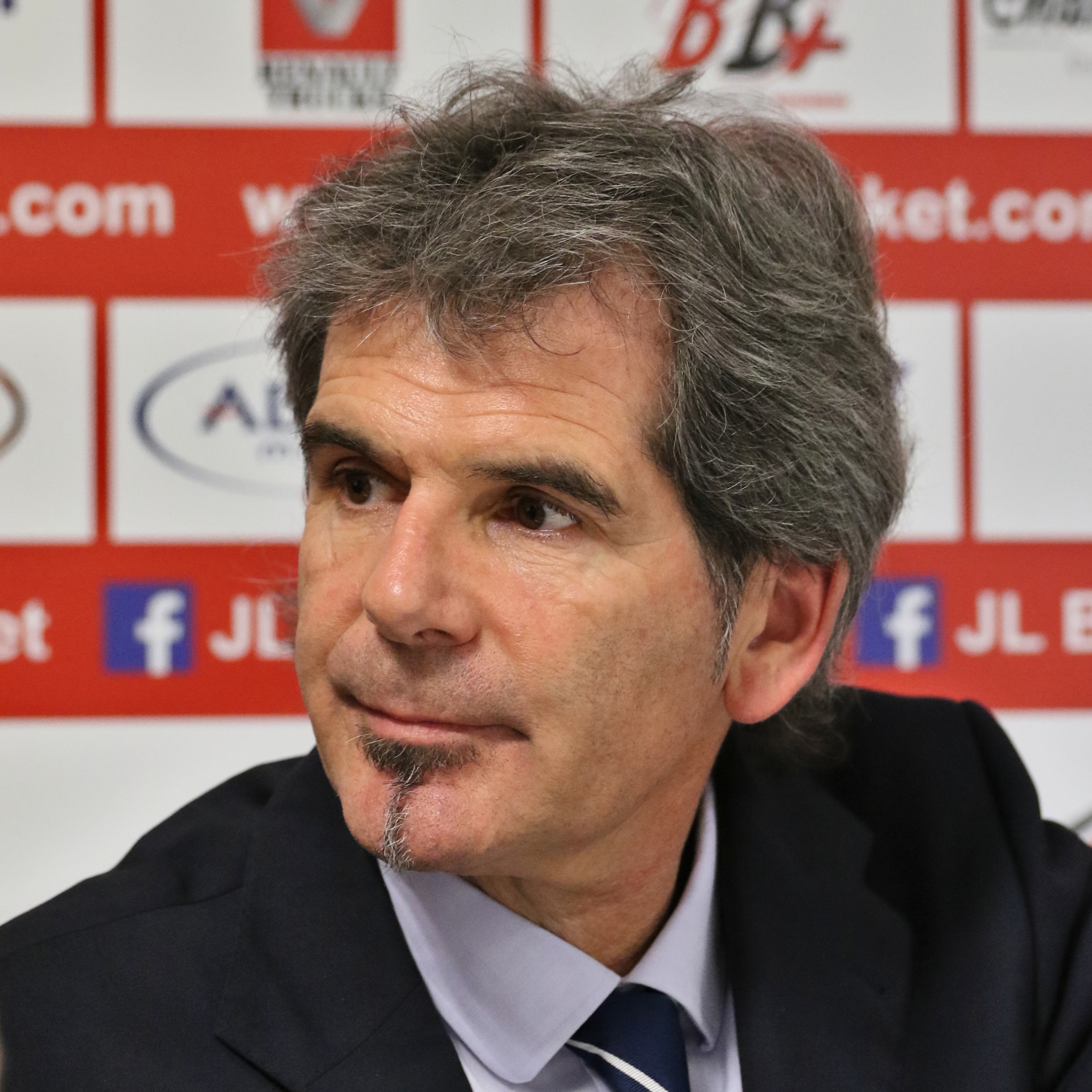
Claude Bergeaud, entraineur de Pau-Lacq-Orthez de 1997 à 2002 et de 2012 à 2015.

Le club ne passe qu'une saison en Pro B, terminant en tête de la phase régulière en 2010 devant le Limoges CSP et validant ainsi son retour en Pro A. C'est le retour du Classico, Limoges et Pau se retrouvent pour la première fois depuis cinq ans. Alors que les deux équipes se disputent la première place, la rivalité renait de ses cendres et le match de la phase retour à Beaublanc se déroule dans une ambiance surréaliste. Pau fini par distancer largement les limougeauds au classement avec 5 points d'avance.
Lors des play-offs de Pro B, le club confirme en atteignant la finale. Il y retrouve, le Limoges CSP, ce qui permet également à ce dernier de retrouver l'élite. Près de 500 supporters béarnais rejoignent Paris en train à l'occasion de la rencontre. Pau remporte la partie 78 à 62, et remporte ainsi son second titre de Champion de France de Pro B, après celui de 1975.
Pour son retour en Pro A, le club conserve l'ossature de l'équipe championne de Pro B et engage le vétéran et ex-international Laurent Sciarra pour viser le maintien. L'équipe remplit le contrat en terminant la saison régulière à la neuvième place.
Au cours de la saison 2011-2012, Pau-Lacq-Orthez fait face à des problèmes budgétaires et ne parvient pas à se maintenir en Pro A. Le club se classe quinzième  devant Hyères Toulon.
Pour reconstruire, l'Élan béarnais fait appel à un entraîneur qui avait déjà dirigé l'équipe entre 1997 et 2002 : Claude Bergeaud. Le club réussit à conserver des joueurs comme Antoine Mendy, Rémi Lesca et fait signer Brian Boddicker, Sami Driss, David Denave et Charles Jackson. C'est donc une équipe expérimentée qui se présente en Pro B pour la saison 2012-2013.
Sans grande difficulté, Pau-Lacq-Orthez termine à la première place de la saison régulière et est assuré d'accéder de nouveau à la Pro A. L'Élan béarnais s'incline à Antibes en demi-finales de playoffs, il n'y a donc pas de nouveau trophée.
Le club engage des joueurs comme Ahmad Nivins et Michael Thompson.
La saison de Pro A 2013-2014 commence par une cinglante défaite au Havre (79-106). Pau-Lacq-Orthez se rassure avec une belle victoire à domicile contre l'ASVEL (89-77) et réussit sa saison avec, en prime, une victoire au Palais des sports de Beaublanc face au CSP (74-83). Les Béarnais se classent onzième de Pro A et manquent de peu une place en playoffs.

### La course aux résultats (2014-2022)
Le grand rival limougeaud, sacré champion de France 2014, inspire le club béarnais et son directeur exécutif Didier Gadou. L'objectif pour la saison 2014-2015 est donc clairement affiché : atteindre les play-offs de Pro A. Pour cela, le club mise sur l'expérience et met les moyens financiers en recrutant Yannick Bokolo, Charles-Henri Bronchard, Morris Finley et Antywane Robinson. L'Élan béarnais réussi également un gros coup sur le marché des transferts en faisant signer l'ailier Marko Simonović, vice-champion du monde 2014 avec la Serbie. Artur Drozdov qui remporte les championnats de Pro A 2001, 2003 et 2004 sous les couleurs du club revient pour une saison. C'est donc un retour en force qui s'annonce mais les résultats sont trop irréguliers et l'Élan béarnais termine à la 13e place de saison régulière. L'équipe, déjà minée par les blessures de joueurs importants (Bokolo, Drozdov, Finley et Simonovic), n'a jamais réussi à trouver une constance. Claude Bergeaud, agacé du comportement de certains joueurs qu'il accuse de s'être moqué des enjeux du club, quitte son poste en fin de saison.

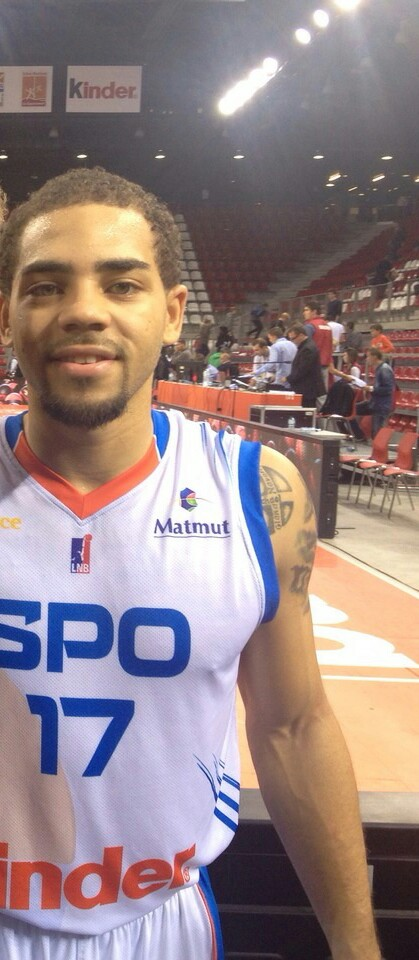
Michael Thompson, meilleur marqueur de Pro A 2016.

Éric Bartecheky, qui conduit Le Havre (plus petit budget de la Pro A) en quart de finale des playoffs, est nommé entraineur. L'Élan béarnais fait face à de nouveaux problèmes financiers, son déficit cumulé étant évalué à 711 000 euros. La communauté d'agglomération décide d'acquérir 50 000 nouvelles actions, la ville de Pau apporte une aide de 200 000 euros et des partenaires privés devrons débourser 250 000 euros.
Avec des moyens limités, Pau-Lacq-Orthez parvient à recruter des joueurs expérimentés comme JK Edwards et Michael Thompson qui revient au club. Lors de la saison 2015-2016, l'équipe affiche un bien meilleur visage de combativité, à l'image de la victoire à domicile (66-61) face au rival limougeaud double champion en titre. Autour de la paire d'américains Lance Harris et Steven Smith et d'un Michael Thompson omniprésent, l'Élan béarnais se classe 8e de Pro A et est éliminé en 1/4 de finale face à Strasbourg, obtenant une place en Coupe d'Europe FIBA.

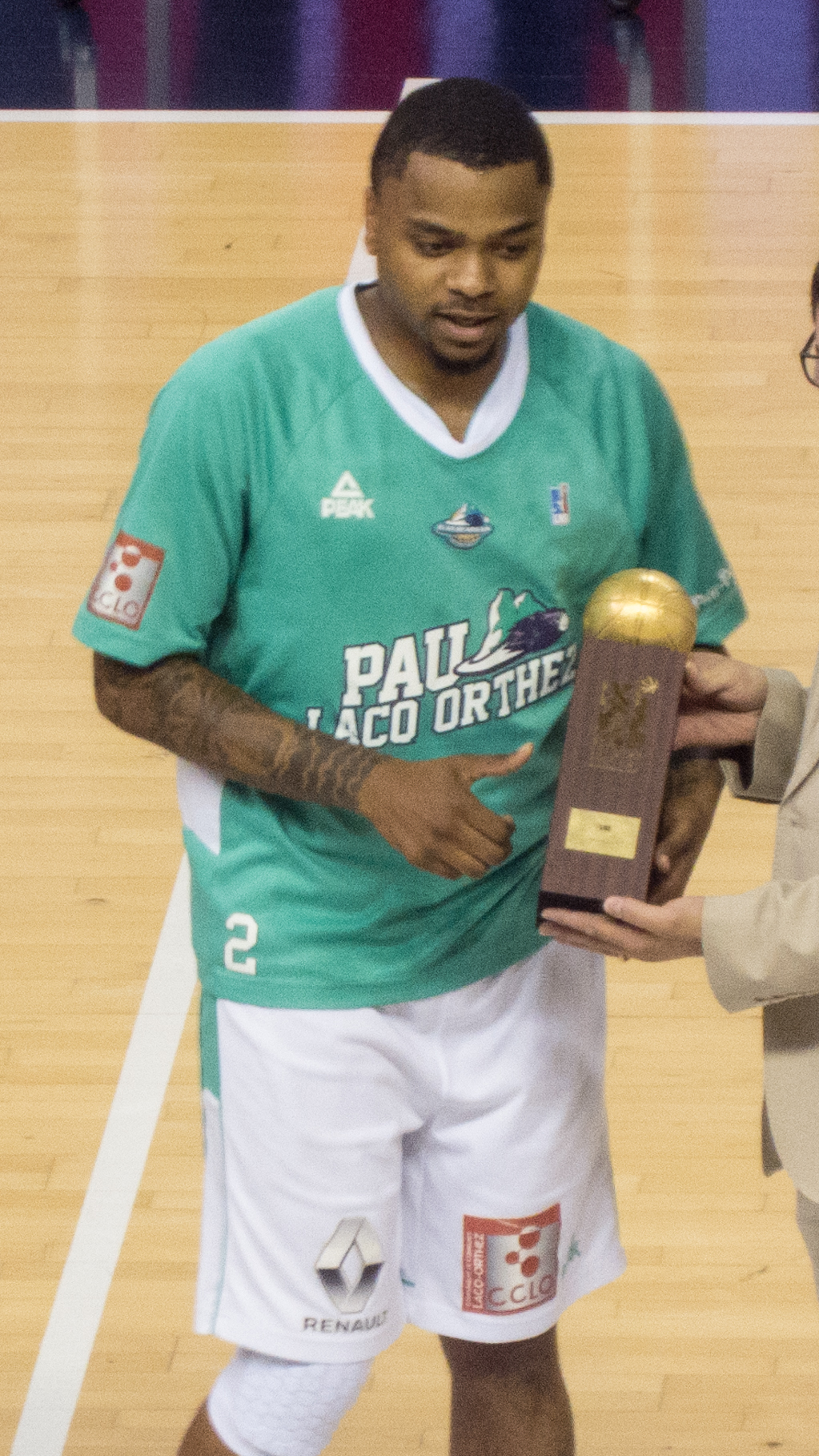
D.J. Cooper, MVP de Pro A 2017.

La saison 2016-2017 est celle de la confirmation. L'Élan béarnais fait la course dans le haut du tableau, emmené par l'explosif meneur D.J. Cooper et le pivot français Alain Koffi de retour à son meilleur niveau. Renforcé sur les postes extérieurs par Ron Lewis, Jean-Michel Mipoka et l'éclosion du jeune Élie Okobo et à l'intérieur par le pivot Vitalis Chikoko et l'ailier fort Antywane Robinson, l'Élan souhaite se réinstaller durablement parmi les places fortes du championnat. La campagne est européenne est marquée par une qualification en 1/8 de finale de la Coupe d'Europe FIBA où le club est éliminé par le BC Telenet Oostende. Lors du 100e clasico entre l'Élan béarnais et le CSP Limoges, les Béarnais s'imposent sur le score de 89 à 57 dans un Palais des sports de Pau à guichets fermés, sous les yeux de Freddy Hufnagel et Gheorghe Mureșan qui ont été élus respectivement MVP Français et MVP étranger du siècle par les internautes du site du club. D.J. Cooper est désigné meilleur joueur de la saison régulière. L'Élan béarnais chute une nouvelle fois face à Strasbourg en 1/4 de finale de Pro A après avoir été classé 5e de saison régulière.

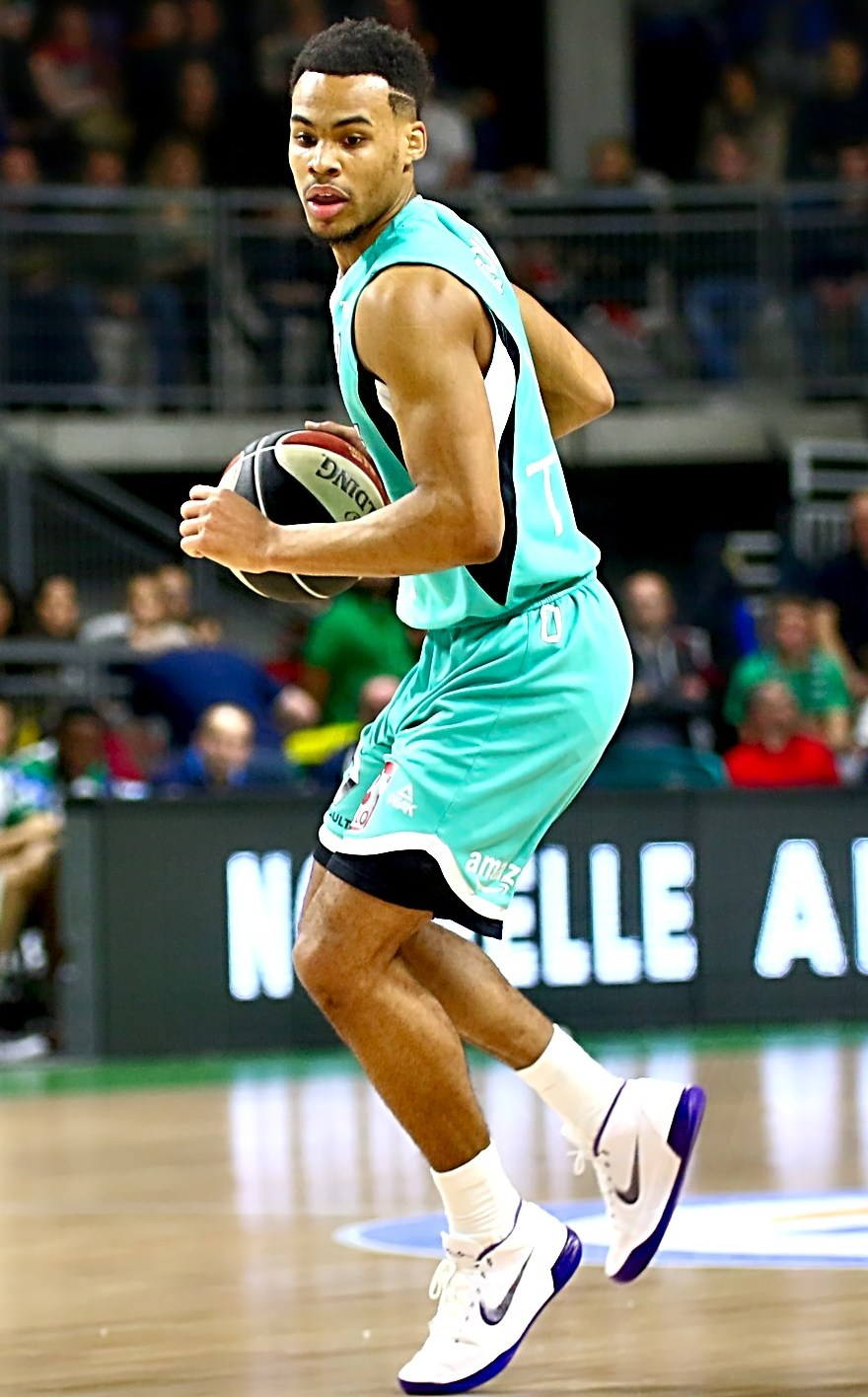
Elie Okobo en 2017.

La saison 2017-2018, voit la prolongation de Taqwa Pinero et les arrivées de Kyan Anderson, Ken Horton et Chris Dowe, les trois recrues américaines qui doivent mener l'Élan jusqu'aux play-offs. Sur le banc Serge Crèvecœur est choisi pour succéder à Éric Bartecheky,. Après un bon début de saison l'Élan tombe à la 15e place au classement et en février une série de 5 défaites entraîne le départ de l'entraîneur remplacé par son assistant Laurent Vila. L'Élan béarnais réussi à se qualifier de nouveau pour les playoffs du championnat de France, après avoir terminé à la 8e place, mais ne parvient toujours pas à passer le stade des 1/4 de finale (élimination 2-0 face à Monaco). Élie Okobo signe un match aller historique, en marquant 44 points à 8/11 à 3-points et 4 passes décisives, il réalise la deuxième meilleure performance de l'histoire des playoffs LNB.

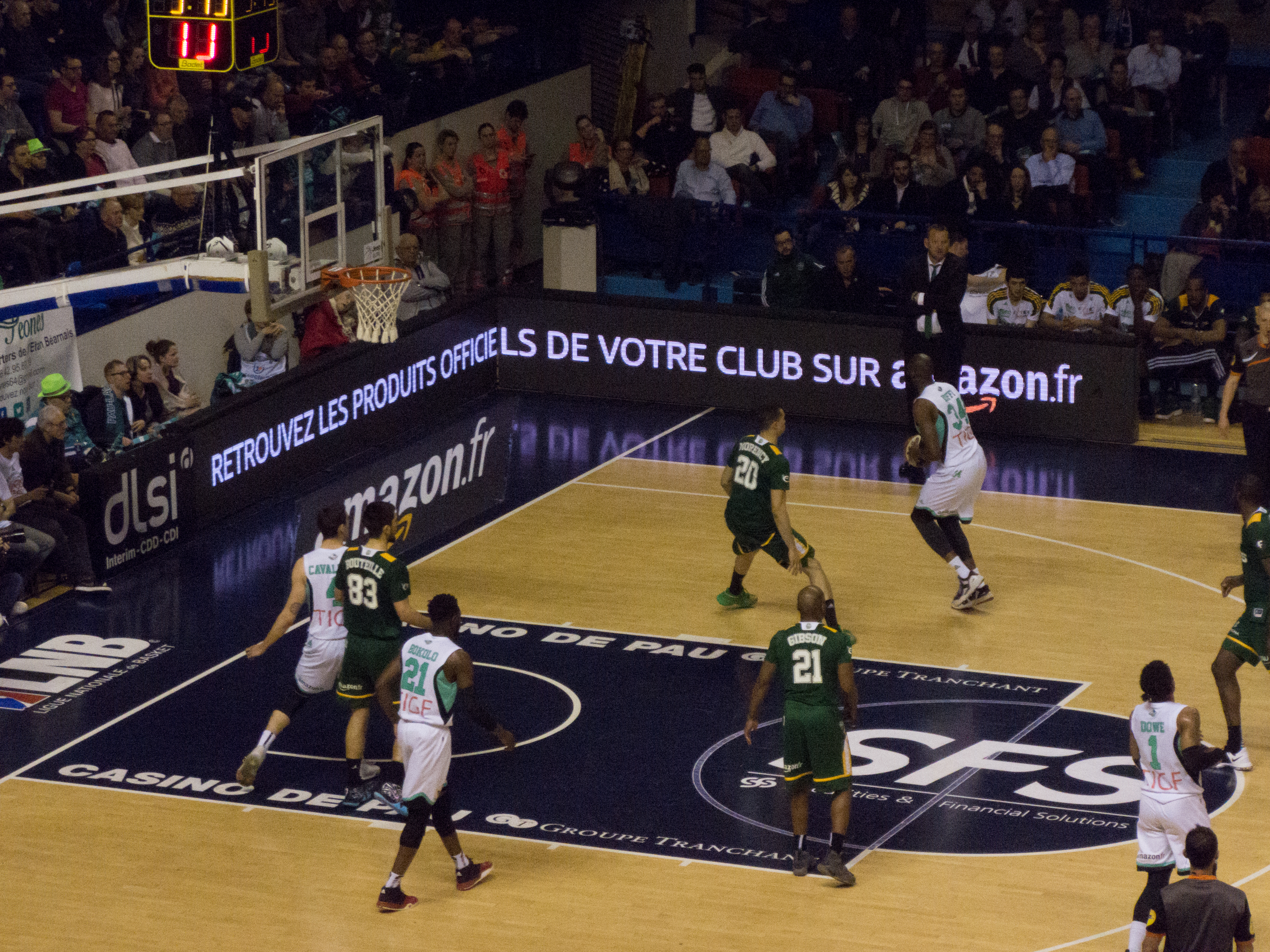
Élan béarnais - CSP Limoges le 20 3 2018.

En 2018-2019 le club veut redéfinir son modèle économique à l'horizon 2022 pour retrouver les sommets. L'Élan enregistre les départs d'Okobo drafté à la 31e place par les Suns de Phoenix et d'Alain Koffi ainsi que les prolongations de Vitalis Chikoko, Léopold Cavalière et Yannick Bokolo. Avec les signatures de Donta Smith, Jerel Blassingame et C. J. Harris les palois jouent le haut du tableau et finissent 6e de la saison régulière. Qualifié en quart de finale face à Nanterre, l'Élan perd le premier match 101-65 mais égalise à Pau 76-64 lors du match retour. Dominé par les Franciliens 84-69 dans le match 3 l'Élan s'arrête en quart de finale pour la quatrième année de suite.
Pau-Lacq-Orthez se classe à la 11e place d'une saison 2019-2020 marquée par une suspension du championnat à partir de mi-mars après le début de la propagation de la pandémie de Covid-19 en France.
Au début de la saison 2020-2021, l'Élan béarnais fait face à des pertes cumulées de 566 928 €, le club doit impérativement reconstituer ses fonds propres. Afin de sauver l'Élan béarnais, la communauté d'agglomération Pau Béarn Pyrénées et quatre actionnaires privés participent à la recapitalisation de la SEM Élan béarnais à hauteur de 550 000 euros (520 000 euros pour la communauté d'agglomération et 30 000 euros de la part de quatre actionnaires privés). Les élus de la ville de Pau et de la communauté d'agglomération qui détiennent désormais près de 69 % du club souhaitent transformer la Société d'économie mixte qui gère le club en société anonyme sportive professionnelle,,.
Révélation du début de saison Shannon Evans quitte le club au bout de cinq match après s'être imposé comme le leader de l'équipe et un des joueurs les plus prolifiques du championnat. S'ensuit une série de 11 défaites du 28 octobre au 26 mars qui fait tomber le club à l'avant dernière place du championnat, en position de relégable. La situation devient critique pour l'Élan béarnais qui annonce le remplacement de Laurent Vila par Éric Bartecheky qui fait son retour à la tête de l'Élan béarnais, avec pour mission de maintenir le club dans l'élite. Grâce au retour de Justin Bibbins (arrivé en décembre en remplacement de Shannon Evans) et le recrutement en cours d'année de C. J. Williams et Hamady N'Diaye l'Élan entame une remontée au classement. Petr Cornelie s'impose comme l'homme fort de l'équipe en finissant meilleur marqueur et rebondeur palois et le club clôt sa saison avec une série de 7 victoires d'affilée en 11e place.
En mars 2021, le président Didier Rey (en poste depuis 2015) démissionne de ses fonctions lors d'une assemblée générale « qui allait le destituer ». David Bonnemason-Carrère, avocat palois, est élu nouveau président de l'Élan béarnais et Dominique Loueilh est élu directeur général.

### Gouvernance incertaine et rétrogradation sportive
En 2021, la communauté d'agglomération Pau Béarn Pyrénées vend ses parts à Counterpointe Sports Group, un groupe d'investisseurs américain dirigé par David Otto qui devient l'actionnaire majoritaire. L'ancien joueur du club (2017-1019), l'Américain Taqwa Pinero, serait à l'initiative de ce rapprochement. Taqwa Pinero est nommé directeur général de l’Élan béarnais Pau-Lacq-Orthez le 13 mai 2022.
La saison 2021-2022 est une réussite sportive : victoire en coupe de France et élimination en demi-finale du championnat. Néanmoins, l'exercice budgétaire de l'Élan béarnais est très déficitaire : sur un budget prévisionnel de 7,8 millions d'euros, il manque 3 millions d'euros. La mairie de Pau bloque une subvention de 1,2 million d'euros en raison des tensions entre le groupe d'investisseurs, mené par David Otto et le président du club, David Bonnemason-Carrère. En juin 2022, le club est rétrogradé administrativement par le conseil supérieur de gestion de la LNB en raison de ce déficit budgétaire,. La sanction est confirmée en appel le 11 juillet et le club est alors inscrit pour la saison 2022-2023 en Nationale masculine 1, la troisième division. Toujours en juillet, Counterpointe Sports Group vend ses parts dans le club à un groupe d'investisseurs français menés par l'entreprise Eat 4 Good. Une fois les investisseurs américains partis, la mairie de Pau s'engage à verser la subvention prévue et la rétrogradation est annulée en appel auprès de la Fédération française de basket-ball. Peu après, Taqwa Pinero est licencié de son poste de directeur général. La mention publique de sa foi musulmane pose problème, dès mai 2022, aux dirigeants locaux qui engagent plusieurs démarches. La polémique sur la religion musulmane de Pinero prend de l'ampleur, impliquant François Bayrou, maire de Pau (la ville est l'un des principaux subventionnaires du club),, l'ex-président David Bonnemason-Carrère et l'entrepreneur Stéphane Carella entre autres. Le motif invoqué par le président Bonnemason-Carrère pour le licenciement de Pinero est un « motif économique ». Mais Pinero considère qu'il est licencié en raison de sa foi musulmane et parle de « discrimination ». Le dirigeant de la société Eat 4 Good, Sébastien Ménard, devient président du club. En août 2022, Audrey Sauret est nommée directrice générale du club,.
Pour la saison 2022-2023, le budget prévisionnel de l'Élan béarnais chute de 32 % pour atteindre 5,4 millions d'euros, soit le 12e plus important budget du championnat. Avec une masse salariale encadrée et un effectif limité, le club est relégué en Pro B.
Guillaume Berbinau, un entrepreneur local, rachète les parts de Eat4Good qui détenait 72 % du club. En septembre 2023, il prend la direction du club. David Bonnemason-Carrère est vice-président,.

### Retour en Pro B: modestie sportive et enjeux financiers
De retour en Pro B pour la saison 2023-2024, après pratiquement une décennie dans l'élite, le club doit retrouver des finances saines. L'Élan affiche le budget le plus important de Pro B avec quasiment 5 millions d’euros. Cependant, le club ne consacre que 22 % de celui-ci à la masse salariale de son équipe professionnelle (1,1 million).
Sportivement, l'effectif bâti par le tandem composé d'Audrey Sauret et de Julien Lalanne (nommé chargé de mission auprès du président chargé du projet sportif), avec le concours de l'entraîneur Éric Bartecheky présente de la qualité avec le potentiel de ses jeunes joueurs (Bruyas, Hadi, Ba, Owona), le retour au club d'un joueur issu du centre de formation (Gaylor Curier), Landing Sané, resté au club après la descente, ainsi que des joueurs étrangers (Kendall Anthony, Gavin Kensmil, Michael Oguine, Travis Munnings (it)).
Le club atteint les quarts de finale de la Coupe de France mais s'incline face à la JDA Dijon, une équipe de première division, sur un score de 58-90. L'Élan béarnais se qualifie également aux playoffs d'accession de Pro B mais est éliminé 2 manches à 0 par la Jeanne d'Arc Vichy-Clermont Métropole Basket en quarts de finale.
Pour sa seconde année en Pro B le club souhaite démarer un nouveau cycle sportif. L'Élan se sépare de son entraineur Éric Bartecheky, une figure du club depuis 2015, qui a passé 5 saisons sur le banc béarnais marqué par une victoire en Coupe de France en 2022. Mickaël Hay, entraîneur de l'ADA Blois de 2013 à 2024, le remplace.

## Palmarès
Le club possède 28 titres nationaux et 1 titre internationalet compte 30 participations consécutives en Coupe d'Europe (1978-2008), record européen.

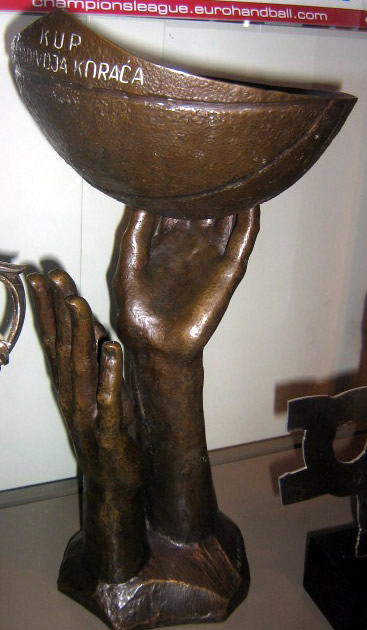
La Coupe Korać remportée en 1984 par l'Élan béarnais.

| Compétitions nationales | Compétitions internationales           | Compétitions de jeunes |
| - Championnat de France de 1re division : - Champion (9) : 1986, 1987, 1992, 1996, 1998, 1999, 2001, 2003 et 2004 - Vice-champion (4) : 1989, 1993, 1995 et 2002 - Championnat de France de 2e division : - Champion (2) : 1975 et 2010 - Vice-champion (1) : 2013 - Coupe de France : - Vainqueur (4) : 2002, 2003, 2007 et 2022 - Finaliste (2) : 2001 et 2004 - Tournoi des As : - Vainqueur (3) : 1991, 1992 et 1993 - Semaine des As : - Vainqueur (1) : 2003 - Match des champions : - Vainqueur (1) : 2007 | - Coupe Korać : - Vainqueur (1) : 1984 | - Trophée du Futur : - Vainqueur (4) : 1991, 2002, 2004 et 2008 - Champion de France Espoir : - Vainqueur (6) : 1992, 1993, 2001, 2002, 2003 et 2016 |

## Numéros retirés
- 6 - Christian Ortega
- 9 - Freddy Hufnagel
- 10 - Didier Gadou
- 14 - Paul Henderson
- 15 - Mathieu Bisséni

Didier Gadou met sa combativité et sa loyauté au service de Pau-Orthez où il passe 20 ans comme joueur. Avec l'Élan béarnais, il glane 12 titres dont 7 de Pro A et la coupe Korac en 1984. En 2004, il devient le nouvel entraîneur et fait gagner à l'équipe un 9e titre de Pro A. En 2008, il accède à la présidence du club. Le club retire son maillot numéro 10, au regard de son dévouement pour le club et son palmarès impressionnant.

## Structures du club

### Société
L'Élan béarnais Pau-Lacq-Orthez est une société anonyme d'économie mixte à conseil d'administration.
La société, domiciliée à Pau, commence son activité en juin 1989.
Didier Rey est le président du conseil d'administration de la société Élan béarnais Pau-Lacq-Orthez de 2015 à sa démission en mars 2021. Il est remplacé par David Bonnemason-Carrère puis en juillet 2022, Sébastien Ménard prend la présidence du club. Guillaume Berbinau rachète 72 % du club et est nommé président en septembre 2023.

### Infrastructures

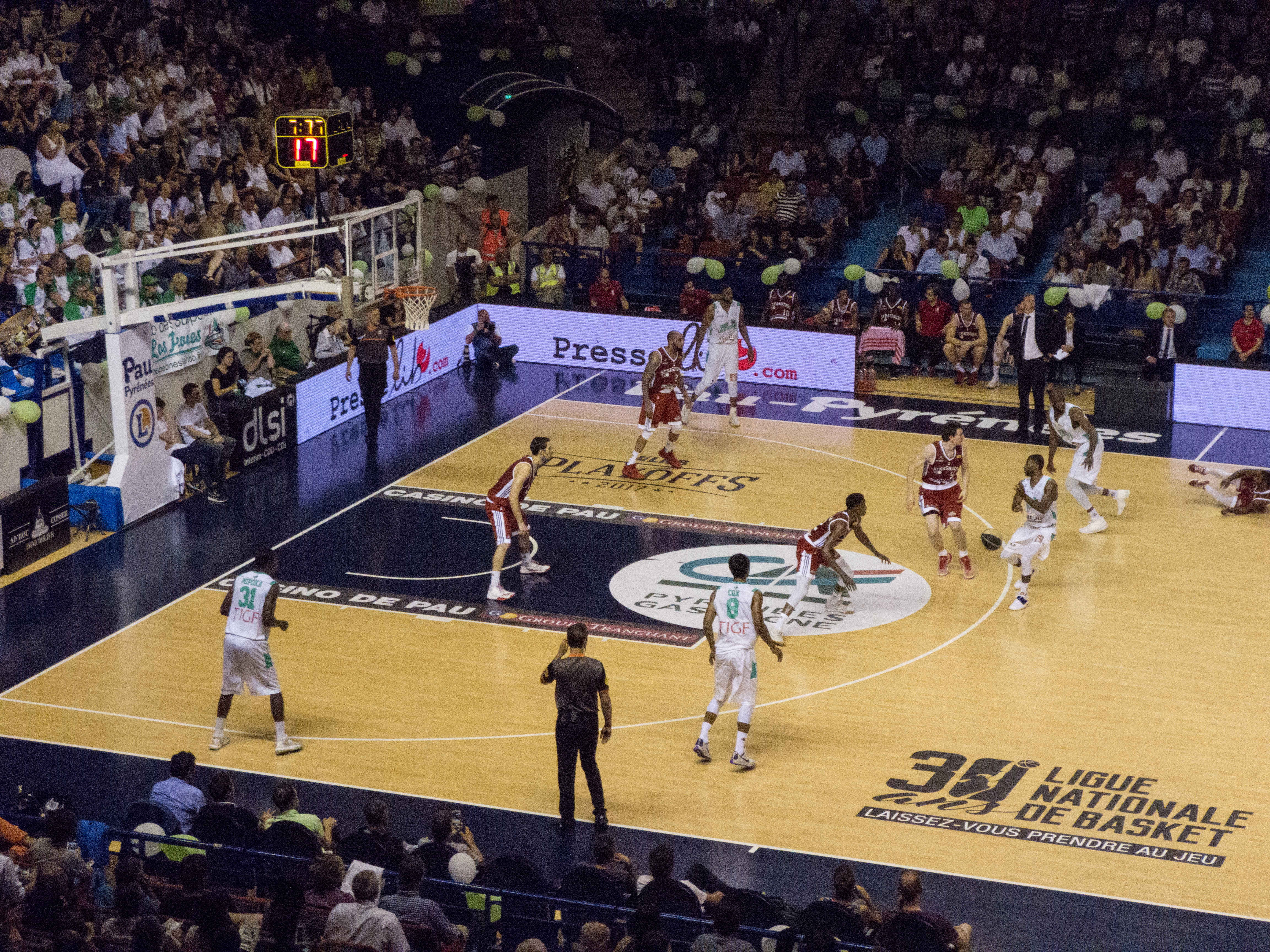
Match des playoffs de Pro A 2017 entre l'Élan béarnais et la SIG Strasbourg au Palais des sports de Pau.

Orthez évolue longtemps au sein de la Moutète, marché couvert d'Orthez, dont le sol était recouvert de moquette pour accueillir les basketteurs. Avec l'émergence du professionnalisme, l'Élan béarnais s'associe avec la ville voisine de Pau qui construit un nouveau palais des sports. Celui-ci est inauguré le 12 janvier 1991 avec une victoire sur le grand rival français, le CSP Limoges.
Sa conception est confiée à des architectes qui ont créé un bâtiment moderne adapté aux nouveaux besoins du basket-ball professionnel.
La salle est forme octogonale autour de 4 tours carrées. Elle possède une capacité de 7 707 places assises réparties entre les gradins, les loges latérales, les loges frontales, les loges d’angle, la tribune présidentielle et la tribune de presse. La disposition octogonale rapproche le spectateur de l’aire de jeu. Cette salle de basket-ball est toujours la plus grande de France. Elle est également dotée d’équipements d’affichage et audiovisuels performants, à la hauteur des besoins modernes des compétitions sportives. C’est ainsi qu’au centre de la voûte, on trouve un cube vidéo composé de quatre écrans permettant d'afficher scoring, publicités, images du match et vidéos du public.

L'édifice regroupe aussi des équipements adaptés aux sportifs professionnels tels que salle de musculation, salle de récupérations avec saunas et bains bouillonnants.

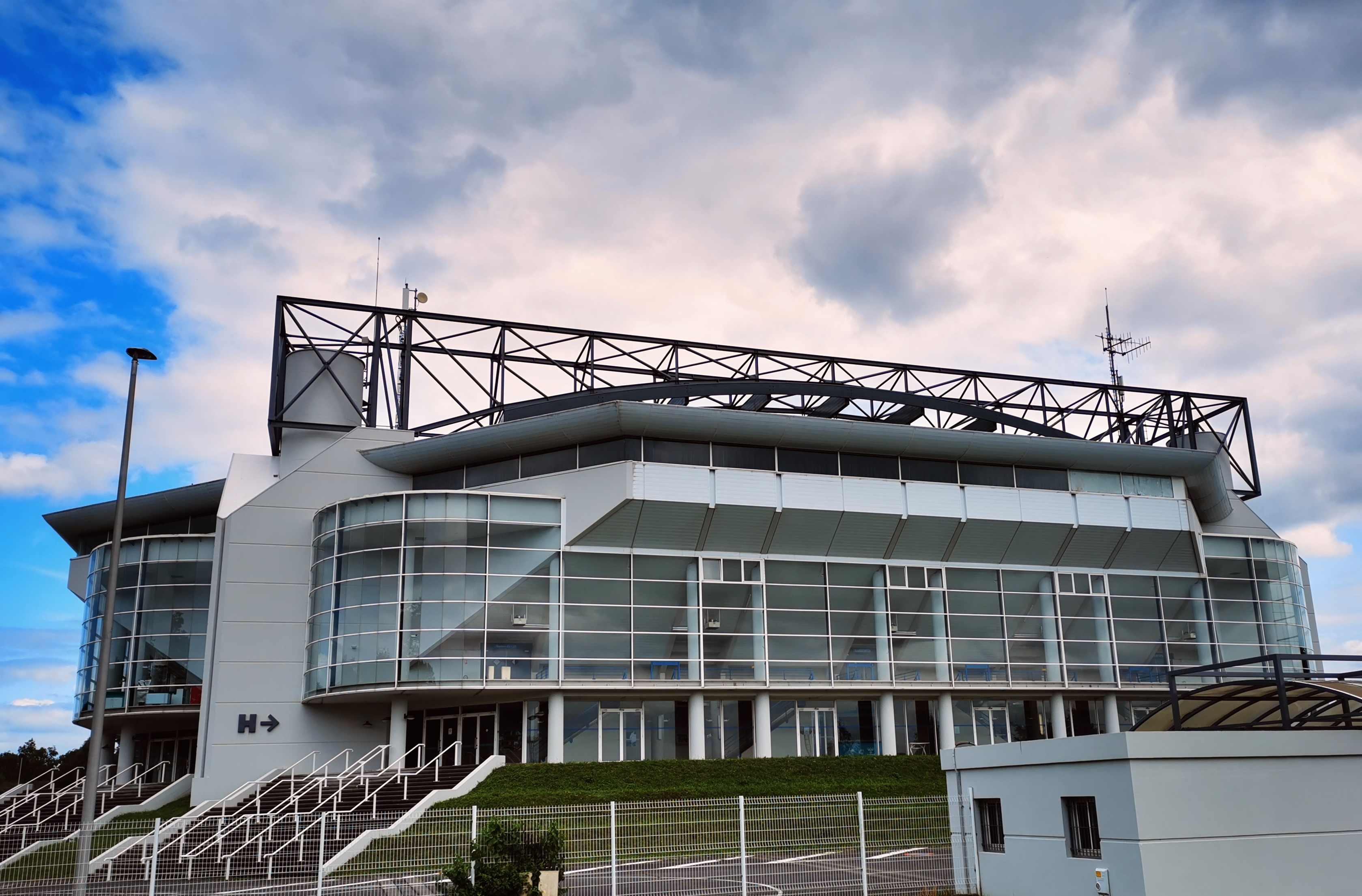
Palais des Sports de Pau
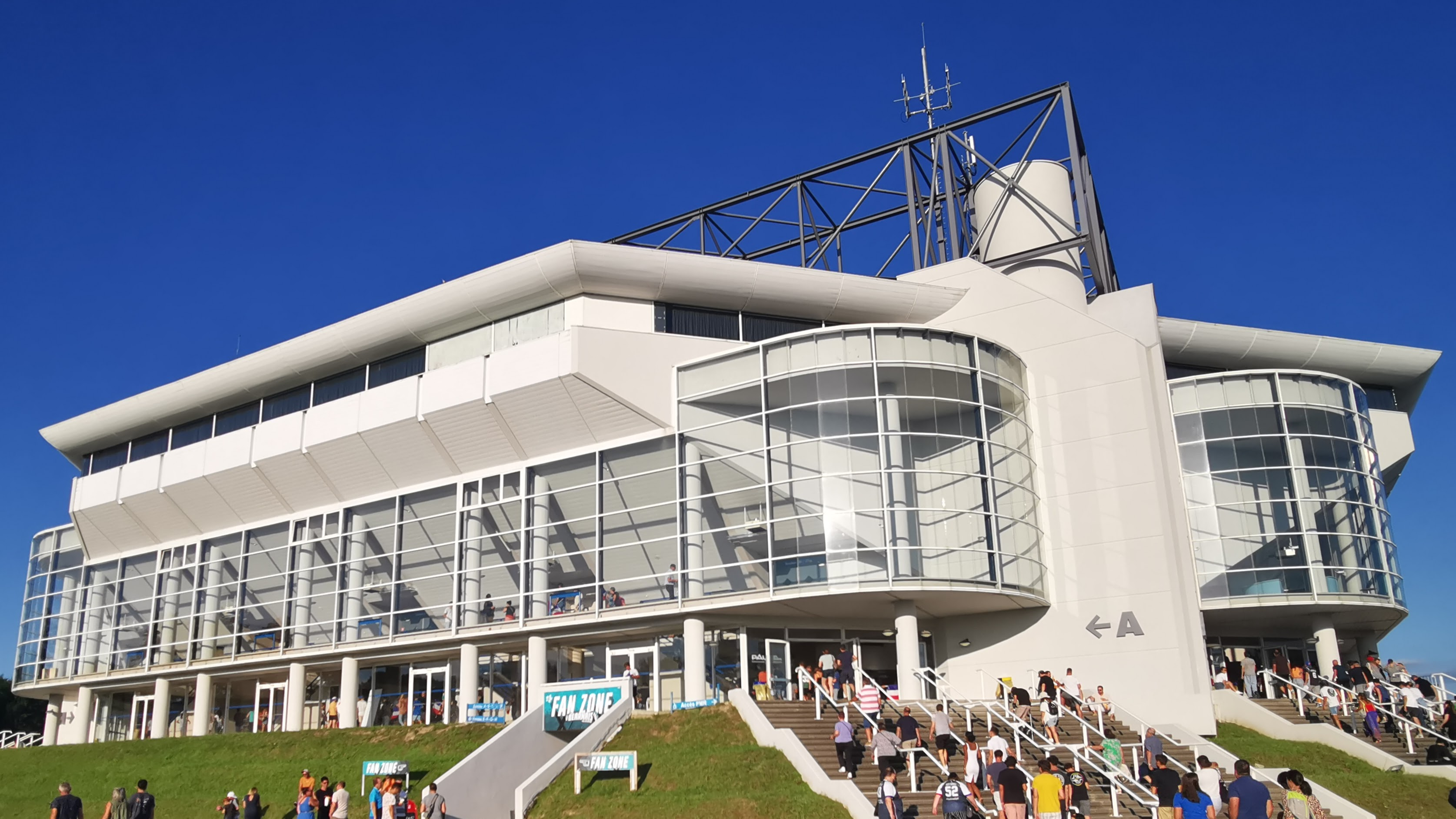
Palais des Sports de Pau
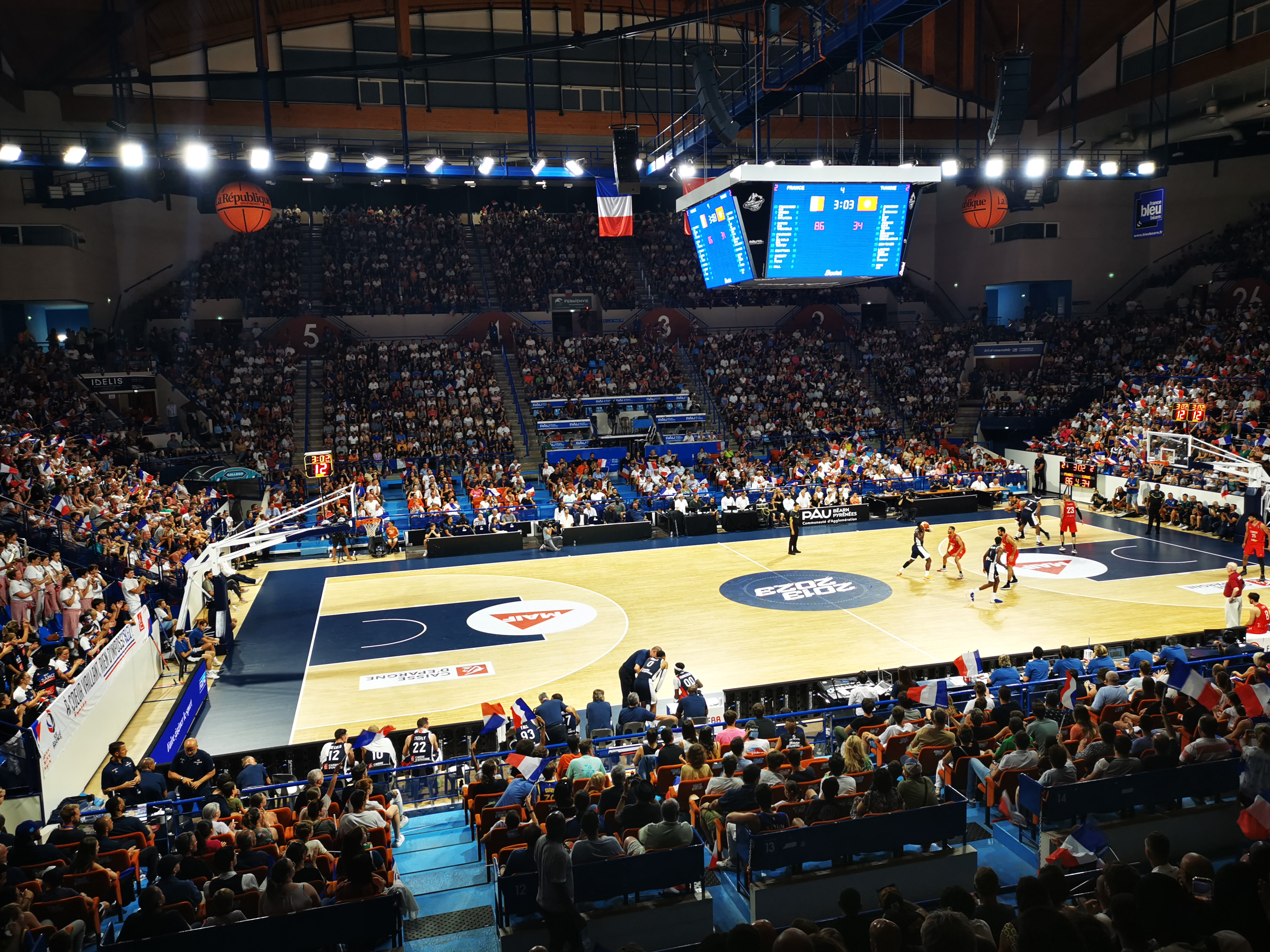
Palais des Sports de Pau

### Équipementiers
| Période           | Équipementier       | Réf.    |
| ----------------- | ------------------- | ------- |
| ? – ?             | Adidas              |         |
| ? – ?             | Nike                |         |
| ? – ?             | Madsport            |         |
| 2012/09 – 2013/09 | Adishatz            | [ 97 ]  |
| 2013/09 – ?       | Nike                |         |
| 2016/07 – 2019/09 | Peak Sport Products | [ 98 ]  |
| 2019/09 – 2022/09 | Adidas              | [ 99 ]  |
| 2022/09 – 2025    | Hummel              | [ 100 ] |

## Image et identité

### Couleurs et logo
Une fois la saison 2023-2024 achevée, un nouveau logo est instauré, la direction en place depuis septembre 2023 souhaitant acter une nouvelle dynamique.

Logo de l'Élan béarnais Pau-Orthez (1995-2000).
Logo de l'Élan béarnais Pau-Orthez (2000-2008).
Logo de l'Élan béarnais Pau-Lacq-Orthez (2008-2024).
Logo de l'Élan béarnais Pau-Lacq-Orthez (instauré en 2024).

### Mascotte
La mascotte du club se nomme « Paula », une ourse. Paula est vêtue d'un maillot blanc et vert et porte le numéro 64, en référence au numéro du département dans lequel évolue le club.

## Personnalités du club

### Entraîneurs successifs
| Nom               | Période                |
| ----------------- | ---------------------- |
| Jean Luent        | 1972 - 1979            |
| Claude Lamarque   | 1979                   |
| George Fisher     | 1979 - 1989            |
| Robert Bialé      | 1989 - 1990            |
| Michel Gomez      | 1990 - 1996            |
| Jacques Monclar   | 1996 -1997             |
| Claude Bergeaud   | 1997 - 2002            |
| Frédéric Sarre    | 2002 - 2004            |
| Didier Gadou      | 2004 - 2006            |
| Gordon Herbert    | 2006 - 2007            |
| Olivier Cousin    | 2007                   |
| Laurent Mopsus    | 2007 - 2008            |
| Jean-Aimé Toupane | 2008                   |
| Laurent Mopsus    | 2008 - 2009            |
| Didier Dobbels    | 2009 - novembre 2011   |
| Laurent Vila      | novembre 2011 - 2012   |
| Claude Bergeaud   | 2012-2015              |
| Éric Bartecheky   | 2015-2017              |
| Serge Crèvecœur   | 2017-janvier 2018      |
| Laurent Vila      | février 2018-mars 2021 |
| Éric Bartecheky   | mars 2021-juin 2024    |
| Mickaël Hay       | depuis juin 2024       |

Trois entraîneurs obtiennent le titre d'entraîneur de l'année lorsqu'ils officient à la tête du club de Pau-Orthez : Michel Gomez, lors de sa première saison au club, en 1990-1991, puis Claude Bergeaud, lors de la saison 1998-1999, et Frédéric Sarre en 2002-2003. Didier Dobbels obtient le titre de meilleur entraîneur de Pro B en 2009-2010.

### Joueurs emblématiques

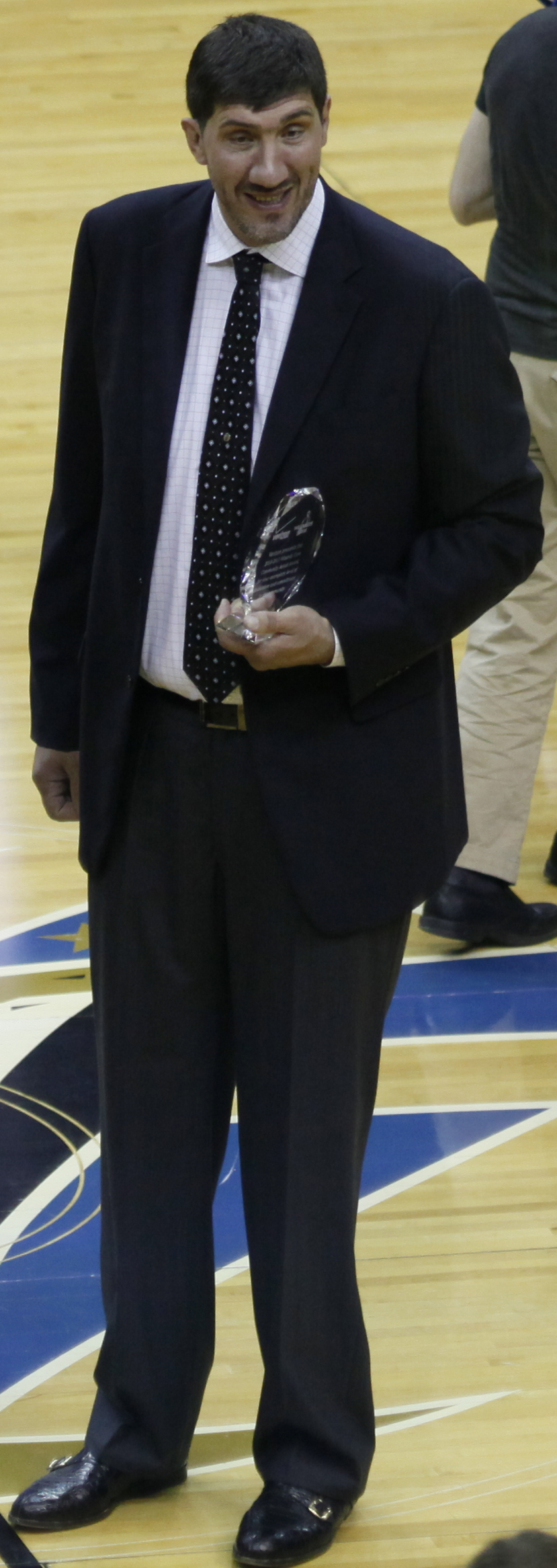
Gheorghe Mureșan, joueur de Pau-Orthez en 1993, 1995 et en 2001

Le club s'est souvent tourné vers la formation et un recrutement régional pour alimenter ses équipes. Les frères Didier et Thierry Gadou sont la parfaite démonstration de cette politique. Venus du Vieux-Boucau, ils rejoignent Orthez pour jouer dans les équipes de jeunes avant de rejoindre l'équipe A, à laquelle ils sont restés fidèles de nombreuses années. L'aîné, Didier, participe sur le terrain ou sur le banc à tous les titres obtenus par son club, le titre de nationale 2 mis à part. Thierry Gadou évolue pour sa part en équipe première de la saison 1988-1989 jusqu'en 2002, puis est revenu au club en 2004, jouant deux saisons de plus, jusqu'en 2006, avant de mettre un terme à sa carrière. Alain Larrouquis a longtemps été le favori des habitués de la Moutète. Le natif d'Orthez fait partie de l'équipe qui fait accéder le club à l'élite. Le pivot Mathieu Bisséni, arrivé au club en 1971, reste quinze saisons au club. Christian Ortega qui arriva en 1980 et resta 11 saisons fidèle à ce club, qui fut capitaine de l'Elan Béarnais durant 3 saisons (dernier capitaine à la Moutète et 1er au Palais des Sports) est natif de Tarbes. Il figure aussi parmi l'équipe de la montée dans l'élite puis des victoires en Coupe Korać et du premier titre de champion de France.
Frédéric Fauthoux marque également l'histoire du club par son attachement au club, un « One club man » qui a marqué l'histoire du maillot vert par sa hargne et son abnégation.
Dans le début des années 2000, le club assure la formation au haut niveau des frères Florent et Mickaël Piétrus et de Boris Diaw, ces deux derniers franchissant ensuite l'Atlantique pour rejoindre la National Basketball Association (NBA). Johan Petro et Ian Mahinmi passent également par le club béarnais avant de rejoindre la NBA.
Ce passage par Pau-Orthez est utilisé par d'autres joueurs français pour franchir un cap dans leur carrière : Antoine Rigaudeau joue deux saisons sous le maillot vert avant de rejoindre la Virtus Bologne. Laurent Foirest fait une première carrière de trois ans à Pau avant de rejoindre le Tau Vitoria puis revient au club pour trois nouvelles saisons après sa carrière espagnole.
Chez les étrangers, Paul Henderson porte douze saisons le maillot vert et conserve encore le record de point, avec 7 269 points pour un joueur du club. Un autre Américain a marqué le club, Howard Carter : sélectionné en quinzième position de la draft 1983 de la NBA, il rejoint Orthez en 1985, contribuant beaucoup à l'obtention du premier titre de champion de France. Un Roumain de 2,31 m marque également les esprits : Gheorghe Mureșan. Sous la direction de Michel Gomez, il apprend rapidement les fondamentaux du basket-ball ce qui le conduit à une saison ponctuée de 18,7 points et 10,3 rebonds. Il est sélectionné dès la fin de saison en trentième position lors de la Draft de la NBA. Lors de la saison 1995-1996, il revient faire une pige de huit matchs lors du lock-out de la NBA.
Quelques joueurs sont récompensés à titre individuels lors de leur passage dans le club : Freddy Hufnagel en 1987, Antoine Rigaudeau  en 1996, Laurent Foirest en 1999 et Boris Diaw en 2003 sont nommés MVP français. Chez les étrangers, l'Espagnol Roger Esteller est désigné MVP en 2002 et l'international yougoslave Dragan Lukovski en 2003. Didier Gadou en 1987, Fabien Dubos en 1996, Boris Diaw en 2002 et Thomas Heurtel en 2009 reçoivent le titre de Meilleur espoir.
| - Mathieu Bisséni - Howard Carter - Boris Diaw - Frédéric Fauthoux - Laurent Foirest - Didier Gadou - Thierry Gadou - Paul Henderson - Freddy Hufnagel - Ronnie Smith - Rod Sellers - Damon Bailey - Roger Duquesnoy - Slaven Rimac - Davor Marcelić - Roger Esteller - Christian Ortega | - Josh Grant - Conrad McRae - Maximiliano Stanic - Felipe Braga - Stéphane Risacher - Johan Petro - Marcus Brown - Juan Aisa - Alain Larrouquis - Tom Scheffler - Gheorghe Mureșan - Fabien Dubos - Florent Piétrus - Mickaël Piétrus - Antoine Rigaudeau - Orlando Phillips | - Artur Drozdov - Jerry McCullough - Cyril Julian - Vasco Evtimov - Constantin Popa - Thierry Rupert - Ian Mahinmi - Benkali Kaba - Dragan Lukovski - Marko Simonović - Mike Jones - Brian Boddicker - Dylan Page - Darren Daye - Teddy Gipson - Antonio Graves - Michael Thompson |

### Dirigeants célèbres
Le club est dirigé pendant quarante et un ans par Pierre Seillant qui prend la direction en 1967 d'un club que son père  Jules créée en 1908. Il est déjà présent lorsque le club accède à l'élite.
En juin 2008, Claude Bergeaud reprend le poste de directeur. L'ancien entraîneur du club plaide la cause de son ancien joueur et ancien entraîneur du club Didier Gadou. Celui-ci est officiellement élu président directeur général du club de basket-ball béarnais.

## Les supporters
Deux clubs de supporters encouragent l'Élan béarnais en compagnie des fidèles du palais des sports :
- Les Peones :

Le club de supporters de l'Élan béarnais Los Peones fut créé à Orthez le 9 janvier 1990 et suit l'Élan lorsque celui-ci déménage à Pau. Le nombre de ses adhérents est estimé autour de 160. L'activité principale est, bien sûr, d'encourager les joueurs aussi bien à domicile que lors des déplacements.
- Les Green Fire :

De 2014 à 2018, ce groupe de supporters redonne vie au Palais des Sports. Lors de la saison 2015-2016, ils font leur premier déplacement à Limoges pour le clasico.

## Rivalités
À la fin des années 1980, une énorme rivalité est née. Le CSP Limoges et l'Élan béarnais se disputent, durant deux décennies, presque tous les titres nationaux. Ces duels deviennent très vite des événements de la saison et les match se déroulent dans une ambiance inédite en France. Les joueurs de l'équipe de France sont alors issus de ces deux clubs. Cette grande rivalité dynamise, pendant longtemps, le basket-ball français.
Lors de la saison 2009-2010, les deux clubs se retrouvent en Pro B et sont à la lutte pour la première place. Le 29 janvier 2010 a lieu le match retour des deux équipes. Le match, qui se déroule à Limoges, a des allures de Pro A et l'ambiance est toujours bien là pour ce grand rendez-vous. Le CSP Limoges et l'Élan béarnais se retrouvent en finale du championnat et même si l’Élan l'emporte (78-62), les deux clubs accèdent à la Pro A.

## Centre de formation

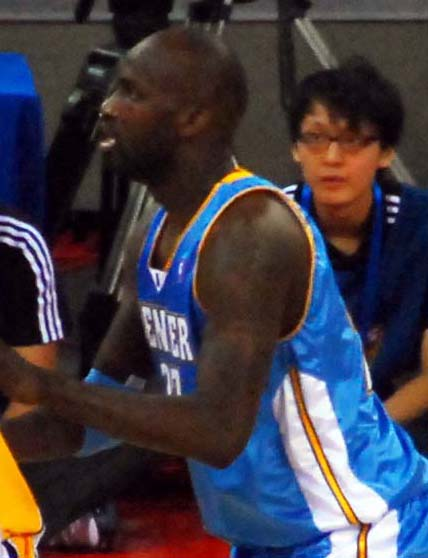
Johan Petro.

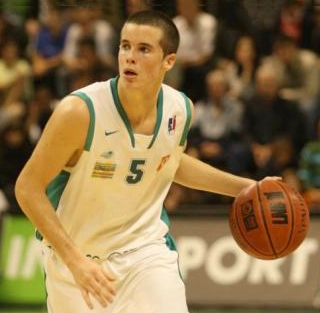
Thomas Heurtel.

Le centre de formation du club est créé en 1986.
Il connait un essor significatif en 1991 avec l'inauguration du Palais des Sports et l'arrivée du club à Pau. La même année, l'Élan béarnais réalise d'importants investissements pour la formation en augmentant la capacité d'accueil, la qualité des infrastructures et de l'enseignement.
La réussite scolaire est une priorité pour l'équipe d'encadrement du Centre. En relation avec les parents, un suivi régulier est effectué auprès des établissements. Le club peut également proposer un soutien scolaire aux jeunes qui en ont besoin.
Considéré comme l'un des meilleurs de France, le centre de formation de l'Élan béarnais est à l'origine d'exemples de réussites telles que les frères Thierry Gadou et Didier Gadou, Frédéric Fauthoux, Boris Diaw, les frères Florent Piétrus et Mickaël Piétrus, Artur Drozdov, Johan Petro ou encore Thomas Heurtel.
Plus récemment, le centre de formation du club accompagne le développement et l'éclosion d'Élie Okobo, drafté en NBA par les Suns de Phoenix et qui a joué en NBA puis en Euroligue. Celui-ci s'illustre notamment lors des play-offs LNB 2018 en inscrivant 44 points durant le match 1 du quart de finale face à Monaco.
Le centre de formation remporte plusieurs trophées dans les compétitions de la Ligue nationale de basket-ball Espoirs.

## Affluences
Pendant longtemps, les supporters de l’Élan béarnais se retrouvait dans le marché couvert de la Moutète. Il n'était pas rare de voir une assistance atteignant les 4 000 spectateurs. Avec la construction du Palais des sports de Pau, l’Élan béarnais enregistre alors les plus grosses affluences de la Pro A.
Régulièrement, le Palais des sports reçoit plus de 7000 à 8 000 spectateurs.
Ci-dessous, ce tableau présente l'affluence au Palais des sports pour chaque saison :
| saison                   | Affluence moyenne (Total saison) |
| ------------------------ | -------------------------------- |
| 1991-1992 (Nationale 1A) | 5 038                            |
| 1992-1993 (Nationale A1) | 6 071                            |
| 1993-1994 (Pro A)        | 5 440                            |
| 1994-1995 (Pro A)        | 6 347                            |
| 1995-1996 (Pro A)        |                                  |
| 1996-1997 (Pro A)        |                                  |
| 1997-1998 (Pro A)        |                                  |
| 1998-1999 (Pro A)        |                                  |
| 1999-2000 (Pro A)        |                                  |
| 2000-2001 (Pro A)        |                                  |
| 2001-2002 (Pro A)        | 5 516                            |
| 2002-2003 (Pro A)        | 5 251                            |
| 2003-2004 (Pro A)        | 5 198                            |
| 2004-2005 (Pro A)        | 4 922                            |
| 2005-2006 (Pro A)        | 5 451                            |
| 2006-2007 (Pro A)        | 4 909                            |
| 2007-2008 (Pro A)        | 4 825                            |
| 2008-2009 (Pro B)        | 5 115                            |
| 2009-2010 (Pro A)        | 4 592 (78 064)                   |
| 2010-2011 (Pro A)        | 5 235 (77 715)                   |
| 2011-2012 (Pro A)        | 5 244 (78 660)                   |
| 2012-2013 (Pro B)        | 4 314 (73 338)                   |
| 2013-2014 (Pro A)        | 5 255                            |
| 2014-2015 (Pro A)        | 4 868                            |
| 2015-2016 (Pro A)        | 5 414                            |

## Statistiques et records
- Meilleur marqueur de l'histoire du club : Paul Henderson avec 7 269 points.
- Record européen du plus grand nombre de participations successives aux compétitions européennes : 30 saisons.
- Record national de l'affluence moyenne sur une saison : Saison 1994-1995 avec 6 347 spectateurs.